# Protestas en Venezuela de 2014
Las protestas en Venezuela de 2014 fueron una serie de protestas a nivel nacional en contra del primer gobierno de Nicolás Maduro y las políticas económicas adoptadas por su gobierno en el país, que tenía la inflación más alta del mundo para ese momento, y que atravesaba una escasez crónica de productos básicos, sumado al descontento ante la vulneración de los derechos civiles («suspensión de garantías»), altos niveles de violencia delictiva (206 592 venezolanos asesinados durante el periodo de gobierno de la revolución bolivariana hasta 2013) y vinculación de Cuba en la política de Venezuela. Terminaron con un saldo de 43 fallecidos, más de 486 heridos y 1854 detenidos, según un informe de la Fiscalía General de la República y 33 casos de tortura, según el Foro Penal Venezolano.
Comenzaron en la ciudad de Mérida el 5 de enero tras la muerte del bachiller Héctor Moreno de la Universidad de los Andes-Mérida, para luego intensificarse el 4 de febrero en San Cristóbal estado Táchira tras el intento de violación de una estudiante de la ULA-Táchira y estallar el 12 de febrero en la capital, Caracas, y el resto del país, como consecuencia de la delincuencia, alta inflación y escasez de productos básicos. El 12 de febrero de 2014, la ciudad de Caracas se sumó a las protestas convocadas por los líderes de la oposición venezolana Antonio Ledezma, María Corina Machado y Leopoldo López y organizadas en conjunto con movimientos estudiantiles.
El Ejecutivo afirmó que no se suspenderían garantías y que en Venezuela se vivía el pleno ejercicio de las libertades civiles constitucionales.
Se registraron actos vandálicos contra bienes públicos en medio de las manifestaciones, que el gobierno venezolano atribuyó a opositores, así como la existencia de bandas armadas motorizadas o «colectivos», formadas por simpatizantes del gobierno, que atacaron a los manifestantes de la oposición y que habrían causado varias muertes y agresiones.
La cobertura de medios estuvo polarizada y atravesada por el retiro temporal de los permisos de funcionamiento y señal dentro de Venezuela del canal colombiano NTN24 y el canal estadounidense CNN en Español, (decisión retractada por el gobierno el 22 de febrero, un bloqueo adicional de la señal en Internet, que terminó en la emisión de nuevas credenciales para los periodistas de la cadena estadounidense) y las denuncias de Twitter acerca del bloqueo de mensajes en Venezuela, señalamientos rechazadas por la operadora estatal.

## Antecedentes

### Revolución bolivariana
Venezuela estuvo gobernada por una serie de gobiernos democráticos, catalogados posteriormente como de derecha por el gobierno de Chávez. En 1982, Hugo Chávez formó un grupo MBR-200 con el fin de tomar el poder y organizó un golpe de Estado 10 años después, el 4 de febrero de 1992.
Más adelante, otro grupo se formó con el mismo propósito, mientras Chávez estaba en la cárcel y llevó a cabo otro golpe el 27 de noviembre del mismo año. Ambos golpes de Estado fracasaron y de ellos resultaron entre 143 y 264 muertos.
Chávez, junto con los principales líderes de la intentona, pasó dos años en la prisión de San Francisco de Yare esperando juicio. Chávez fue liberado el 27 de marzo de 1994 tras el sobreseimiento que le otorgó Caldera, como parte de un acuerdo político con sectores de izquierda, como el MAS y el PCV, para lograr apoyo a su gobierno.
Chávez, que dudó en un principio en la vía electoral para asumir el poder, decidió participar más adelante en las elecciones y formó el partido Movimiento Quinta República (MVR). Ganó las elecciones presidenciales de 1998 y los cambios que su gobierno comenzó a realizar fueron llamados la Revolución Bolivariana.
Chávez, quien se declaraba a sí mismo como un socialista demócrata, realizó una serie de reformas sociales destinadas a mejorar la calidad de vida de los venezolanos. Según el Banco Mundial, las medidas socialistas de Chávez redujeron la pobreza de un 49 % en 1998 a un 25 %. Entre 1999 y 2012, la Comisión Económica para América Latina y el Caribe (CEPAL) muestra que Venezuela logró el segundo ritmo de eliminación de la pobreza más alto de la región.
Sin embargo, algunos de estos programas han sido objeto de investigaciones por una red de corrupción, como el Plan Bolívar 2000, una esquema que llevaría medicinas y alimentos a las casas de los Venezolanos.
El Banco Mundial también explicó que la economía venezolana era «extremadamente vulnerable» a los cambios en los precios del petróleo, ya que en 2012 «el 96 % de las exportaciones del país y casi la mitad de sus ingresos fiscales» dependían de la producción de petróleo.
En 1998, un año antes de que Chávez asumiera el poder, el petróleo era solo el 77 % de las exportaciones de Venezuela. Bajo el gobierno de Chávez, entre 1999 y 2001, las tasas de inflación tendieron a ser significativamente más bajas que las de entre los años 1991 y 1998.

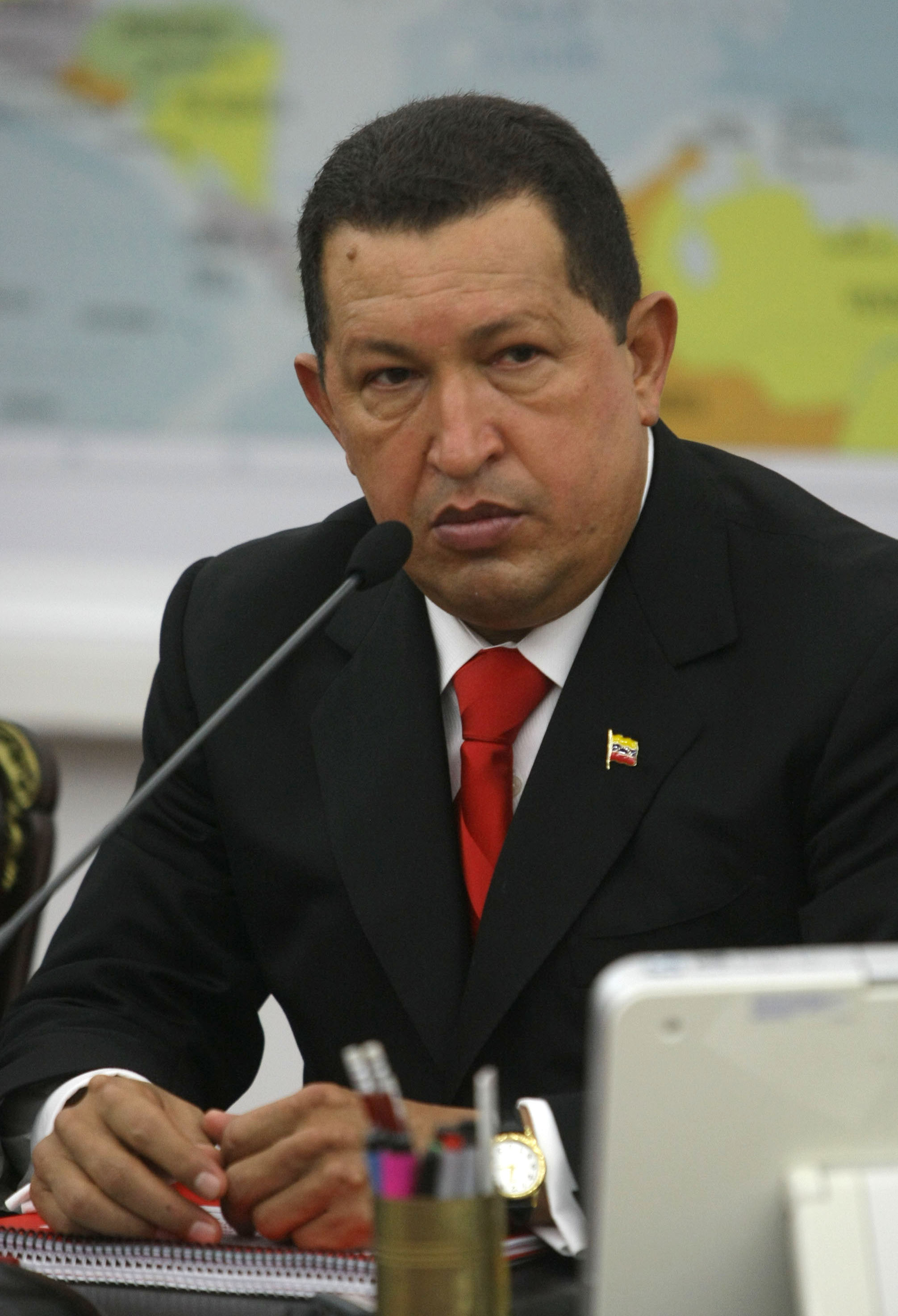
El expresidente Hugo Chávez.

Mientras Chávez estaba en el poder, su gobierno fue acusado de corrupción, abuso de la economía para objetivos personales, propaganda, compra de lealtad de oficiales del ejército, la participación de funcionarios públicos en el tráfico ilegal de drogas, asistencia a terroristas, intimidación de los medios,
y abusos de derechos humanos contra sus ciudadanos.
En el 2002, el entonces gobierno instauró un mecanismo de control de precios buscando reducir los precios de los productos básicos, lo cual de acuerdo a la crítica del economista Walter J. Wessels;  "Al mantener los precios artificialmente bajos, la demanda se incrementa hasta un punto en el cual la oferta no puede satisfacerla, dando lugar a escasez de los productos cuyo precio se controla". Esto se manifestó con altas tasas de inflación y la escasez de los productos básicos controlados.
La tasa de asesinatos se cuadriplicó durante el gobierno de Chávez, haciendo de Venezuela uno de los países más violentos del mundo. El 5 de marzo de 2013 falleció Chávez, y Nicolás Maduro, quien en ese entonces era vicepresidente, tomó el lugar de Chávez.
En las elecciones presidenciales de Venezuela de 2013, Maduro derrotó a Henrique Capriles con un apoyo del 50,6 % por ciento del voto, a diferencia del 55,1 % que había recibido Chávez en las anteriores elecciones.
A lo largo del año 2013 y lo que va del 2014, la creciente preocupación por la economía, los niveles de criminalidad y corrupción llevaron al comienzo de las protestas en contra del gobierno.

### Descontento social y primeras protestas de 2014

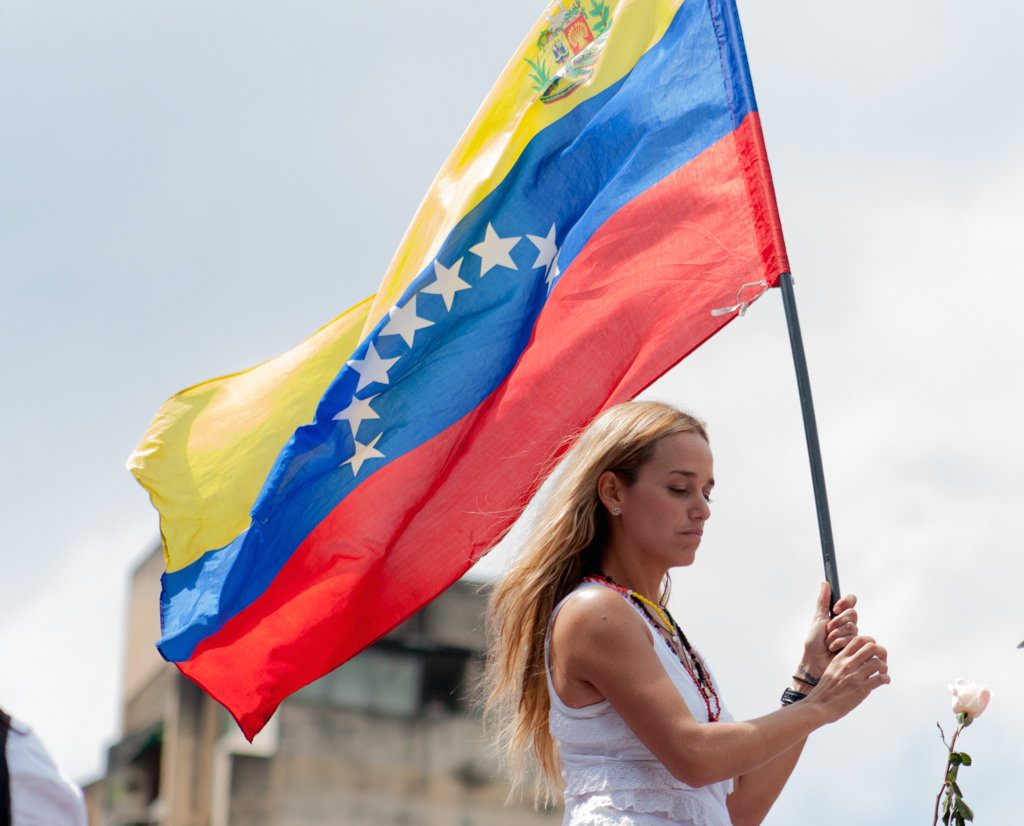
Lilian Tintori, esposa de Leopoldo López, durante una manifestación el 26 de febrero de 2014

Según el Observatorio Venezolano de Conflictividad Social (OVCS), en 2013 se registraron 4410 protestas. Varias semanas antes del inicio de las jornadas del 12 de febrero, se hablaba de acciones de protesta descentralizadas y diarias contra la crisis económica, la escasez y la delincuencia, mientras que se multiplicaban las asambleas opositoras a nivel nacional.[cita requerida]
Las manifestaciones en contra del gobierno comenzaron en enero de 2014 y continuaron al agravarse los motivos que las causaron, en especial, al agudizarse los problemas económicos como inflación, desabastecimiento y escasez de artículos de primera necesidad.
Mucho antes de que las protestas empezaran en la ciudad capital de Caracas, las mismas se iniciaron en las ciudades de Mérida y San Cristóbal los días 5 de enero y 4 de febrero tras la muerte del bachiller Héctor Moreno de la ULA-Mérida y el intento violación de una estudiante de la ULA-Táchira respectivamente, además en la frontera occidental del estado de Táchira, produjo protestas de estudiantes «indignados» con las ya antiguas quejas sobre el decadente estado de la seguridad bajo el presidente Nicolás Maduro y su predecesor, el finado Hugo Chávez. Pero lo que realmente desató aún más la indignación de los estudiantes fue la dura respuesta policial a dicha protesta, en la cual varios estudiantes fueron detenidos y abusados; también se realizaron protestas posteriores pidiendo la liberación de estos estudiantes. Las protestas se expandieron, atrayendo a otras personas que no eran estudiantes, estas llevaron a más arrestos; finalmente otros estudiantes se unieron y las protestas se extendieron a Caracas y otras ciudades, haciendo que los líderes de la oposición se unieran a ellas.
López es un líder dentro del movimiento de oposición al gobierno. Durante los eventos que ocurrieron en el intento de golpe de Estado en Venezuela de 2002, el gobierno acusó a López de orquestar las protestas y jugar un rol central en el arresto ciudadano del ministro del interior de Chávez, Ramón Rodríguez Chacín, aunque después López trató de distanciarse del evento y no firmó el llamado Decreto Carmona. Años después, el gobierno de Venezuela prohibió a López de ocupar cualquier cargo público; la Corte Interamericana de Derechos Humanos decretó que esta decisión era ilegal pero el gobierno venezolano se negó a aceptar la decisión de la corte.
El presidente Maduro dijo que San Cristóbal estaba asediada por «paramilitares de derecha» bajo las órdenes del presidente Álvaro Uribe; Uribe rechazó estas declaraciones diciendo que eran una táctica de distracción. Maduro también dijo que el alcalde de San Cristóbal, Daniel Ceballos (un miembro de Voluntad Popular, el partido de López), pronto se uniría a López «detrás de las barras por fomentar la violencia». Maduro dijo que era cuestión de tiempo para que lo tengan en la misma celda.
Ceballos fue arrestado en marzo por el Servicio Bolivariano de Inteligencia Nacional sin una orden de arresto
y a la fecha continúa en la cárcel.

### Percepción de corrupción

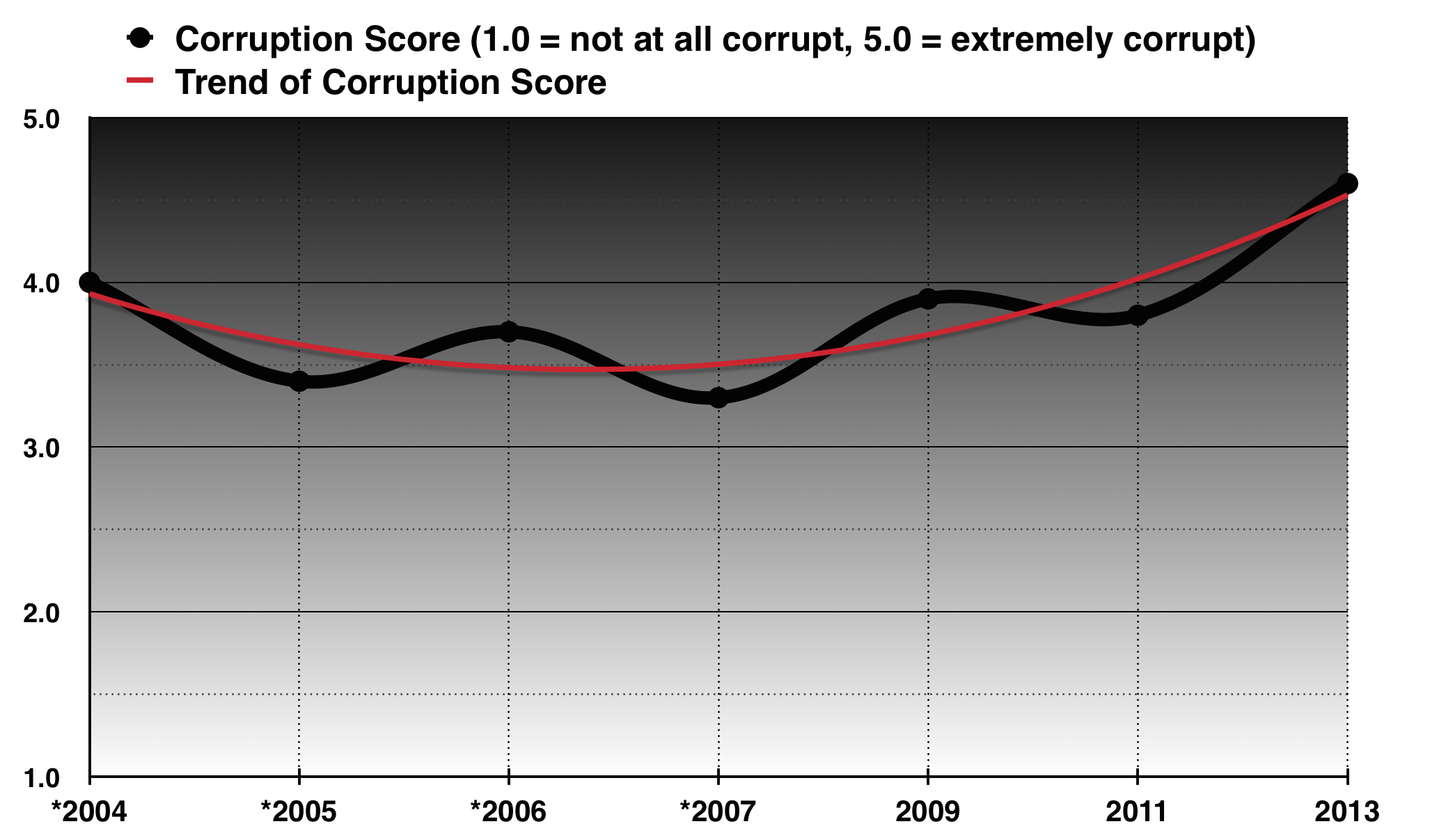
Calificación de la percepción de la corrupción en Venezuela entre 2004 y 2013. Calificaciones promediadas según el método de Transparencia internacional. Fuente [http://www.transparency.org/research/gcb Transparency International

En una encuesta realizada por Gallup en 2014, casi el 75 % de los venezolanos consideraban que la corrupción era prevalente en su gobierno.
Leopoldo López ha dicho que «Estamos luchando contra un gobierno muy corrupto y autoritario que usa todo el poder, todo el dinero, todos los medios de comunicación y todas las leyes para mantener el control».
La corrupción en Venezuela está en los más altos puestos de los estándares internacionales. Según el Índice de Percepción de la Corrupción (IPC), elaborado anualmente por la ONG de Berlín, Transparencia Internacional, Venezuela ha sido uno de los países más corruptos en las encuestas de la IPC desde que estas se comenzaron a realizar en 1995, ubicándose en el puesto 38 de 45 naciones en ese año
y con resultados similarmente pobres en años siguientes. En 2008, por ejemplo, Venezuela estaba en el puesto 158 de 180 países, el peor en América detrás de Haití, en 2012, era uno de los 10 países más corruptos en el índice, empatando con Burundi, Chad y Haití en el puesto 165 de 176 países. Los datos de la opinión pública del IPC indican que la mayoría de los venezolanos creen que los esfuerzos de su gobierno en contra de la corrupción no son efectivos, que la corrupción ha aumentado y que las instituciones gubernamentales como el sistema judicial, el parlamento, la legislatura y la policía son las más corruptas.
Según el IPC, Venezuela es el 18.º país más corrupto del mundo (160 de 177) y su sistema judicial ha sido catalogado como el más corrupto del mundo.

### Crisis económica
Según las cifras del Banco Central de Venezuela (BCV) en el 2013 se registró la inflación más alta del mundo, siendo el único país con inflación superior al 50 % para ese año. Se originó una crisis de divisas que paralizó grandes empresas, como por ejemplo la multinacional Toyota, y se incrementó la escasez de los alimentos. Previamente a la protesta, en enero de 2014, Venezuela sufrió su escasez de alimentos más alta en cinco años con un 26,2 %. El gobierno acusó a diversas empresas de hacer acaparamiento de alimentos, ya que en los países que habían registrado hiperinflación, no habían registraron escasez de alimentos similares. La escasez en el rubro de papel periódico alegada por la prensa escrita, también originó el apoyo de los medios impresos, si bien el gobierno acusó a la prensa escrita de usar la inflación como excusa para apoyar las protestas.[cita requerida]
De acuerdo con Fedecámaras, la deuda en dólares del gobierno con el sector privado de los laboratorios y la industria farmacéutica que estaban a la espera por un desembolso, era de 2300 millones de dólares a enero de 2014.
El gobierno venezolano afirmó que se enfrentaba contra una «guerra económica» donde grupos económicos realizaban «acciones encubiertas o disimuladas» como desabastecimiento, especulación, «desvío de productos desde los canales regulares de distribución», sabotaje del sistema productivo, campaña mediática de manipulación económica, invocación al ilegal mercado de divisas, entre otras.
Según el diario estadounidense The New Yorker, el presidente Maduro se concentró en su apoyo político en lugar de atender asuntos prioritarios que economistas han advertido al gobierno venezolano.
En agosto de 2014, Venezuela encabezó el índice de miseria mundial; creado por el profesor de economía Steve H. Hanke, que se basa en la inflación, el desempleo y otros factores económicos.

### Altos índices de inseguridad
Para 2013, el Observatorio Venezolano de Violencia afirmó que en Caracas, de entre una población de alrededor de 3.2 millones de habitantes, de acuerdo con el censo 2011 realizado por el Instituto Nacional de Estadística; se presentaban 79 muertes por cada 100 000 habitantes, mientras el Ministerio de Interior reconocía 39 por cada 100 000 habitantes.
Según el mismo Observatorio, para el año 2016 esta cifra subió a 91.8 homicidios por cada 100 000 habitantes,
mientras que por su parte la fiscalía reconocía 70.1 por cada 100 000 habitantes, que representaban 8 veces más que el promedio mundial.
Según la revista estadounidense Quartz, en los primeros dos meses de 2014 casi 3000 personas fueron asesinadas ―un 10 % más que en el año anterior y un 500 % más que cuando Hugo Chávez asumió la presidencia―.
En 2014, la revista Quartz afirmó que los altos índices de criminalidad se debían a los «crecientes niveles de pobreza; corrupción desenfrenada; altos niveles de posesión de armas entre la población; y la incapacidad de castigar a los asesinos: según el Instituto de Investigación sobre la Coexistencia y la Seguridad Ciudadana, el 91 % de los asesinatos no fueron castigados». La empresa estadounidense InsightCrime atribuyó la creciente violencia a los altos niveles de corrupción, una falta de inversión en la policía y pobres leyes de control de armas.

Luego de que la actriz y ex Miss Venezuela Mónica Spear y su esposo, un ciudadano británico, murieran en un robo en la carretera en la presencia de su hija de cinco años, quien también recibió un disparo en la pierna, Venezuela fue descrita por el canal Channel 4 (del Reino Unido) como «uno de los países más peligrosos del mundo», un país en:
«donde el crimen se ha incrementado durante el gobierno del expresidente Hugo Chávez y los asesinatos son comunes en los asaltos a mano armada».
El número de muertes en crímenes violentos durante la década anterior es comparable con el índice de mortalidad en Irak durante la guerra de Irak; durante algunos períodos, Venezuela tenía un índice de muertes de civiles más alto que Irak, pese a que el país estaba en paz.
El crimen también ha afectado a la economía, según Jorge Roig, el presidente de la Federación de Cámaras de Comercio de Venezuela, quien dijo que muchos ejecutivos extranjeros tenían mucho miedo de viajar a Venezuela y que muchos de los dueños de las compañías venezolanas vivían en el exterior, dejando como resultado menores niveles de producción.
La oposición dice que los altos niveles de criminalidad son culpa del gobierno por ser suave con el crimen, politizar y corromper las instituciones como el poder judicial y por glorificar la violencia en sus discursos, mientras que el gobierno insiste que los culpables son los males capitalistas.
El Departamento de Estado de los Estados Unidos y el gobierno de Canadá han advertido que los visitantes extranjeros pueden ser sujetos a robo, a secuestro para solicitar un rescate o ser vendidos a organizaciones terroristas y a asesinato. La Foreign and Commonwealth Office del Reino Unido recomendó no viajar a 80 kilómetros de la frontera con Colombia de los estados de Zulia, Táchira, y Apure.

### Elecciones presidenciales de 2013
El 14 de abril de 2013, Nicolás Maduro ganó la elección presidencial con 50,6 % de los votos, por delante del 49,1 % de Henrique Capriles Radonski. Los resultados fueron sorprendentes ya que Hugo Chávez había derrotado a Capriles menos de un año atrás por un margen de más de 10 puntos, y Maduro había liderado en la mayoría de las encuestas por amplios márgenes a lo largo de las campañas. Los líderes de la oposición alegaron de que hubo fraude después de la elección. Capriles rechazó los resultados, alegando de que había votantes que habían sido obligados a votar por Maduro además de irregularidades en la elección. El Consejo Nacional Electoral, realizó una auditoría postelectoral de una selección al azar del 54 % de los votos, al comparar los registros electrónicos con las boletas físicas, aunque no un reconteo total como había sido solicitado por la oposición, y concluyó que no hubo fraude. Capriles inicialmente pidió una auditoría del resto de los votos, indicando que ella demostraría que había ganado la elección. El CNE aceptó, planeaba realizarlo en mayo. Más adelante Capriles cambió de opinión, añadiendo a su demanda una auditoría completa del registro electoral y llamando a todo el proceso de auditoría una «burla».

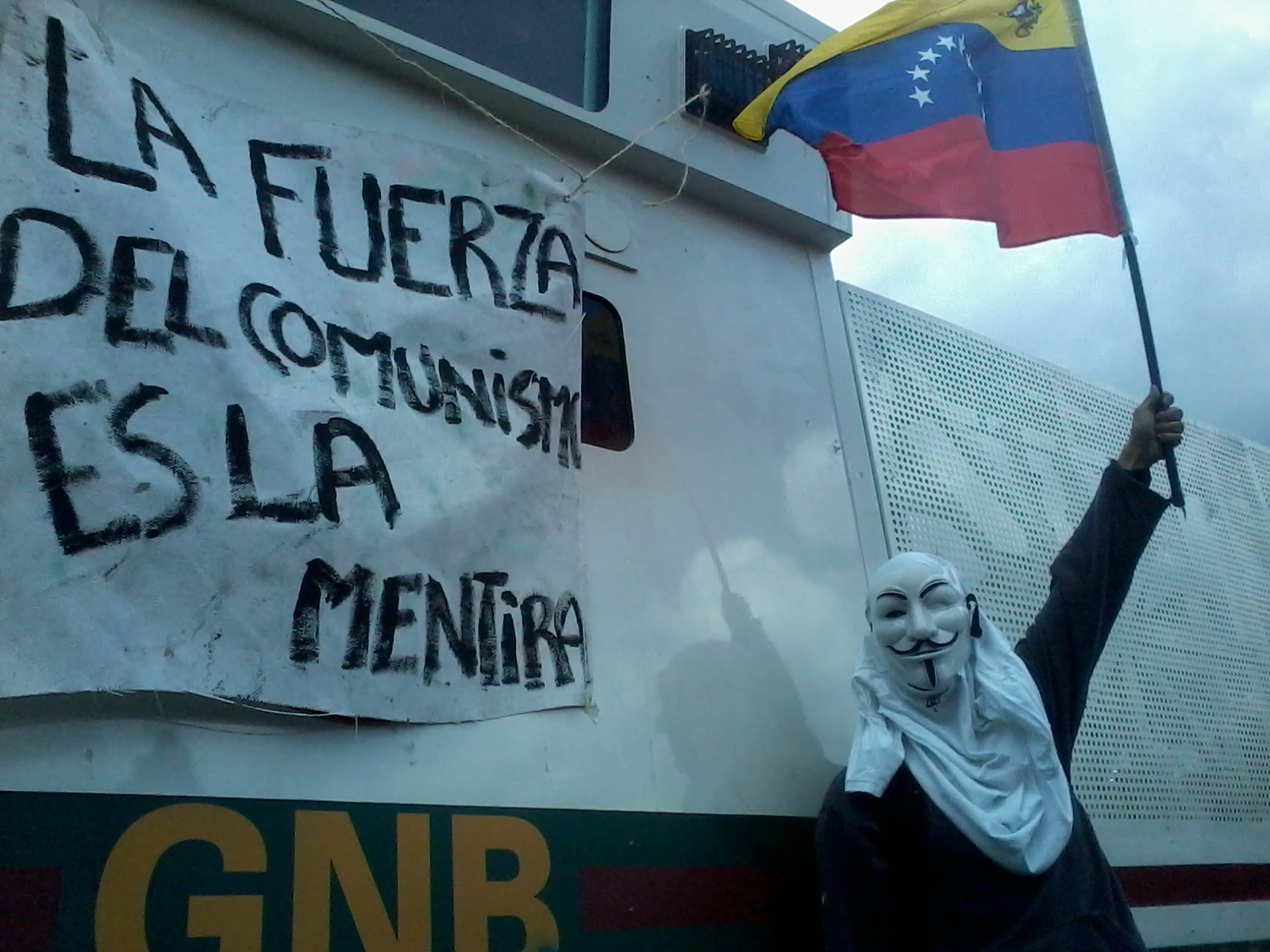
Manifestante con la máscara de Guy Fawkes alzando una bandera frente a un bloqueo policial. Al lado se lee un cártel que dice «La base del comunismo es la mentira».

Luego de que el gobierno se rehusara a realizar un recuento de todos los votos, hubo protestas en contra de Maduro. Los manifestantes finalmente fueron dispersados por miembros de la Guardia Nacional utilizando gas lacrimógeno y balas de plástico. El presidente Maduro respondió a las protestas diciendo, «Si quieren tratar de tumbarnos con un golpe, el pueblo y las fuerzas armadas los estarán esperando». Los enfrentamientos terminaron con siete personas muertas y docenas de heridos. El presidente Maduro describió a las protestas como «golpistas» y echó la culpa a los Estados Unidos. Finalmente, Capriles pidió a los manifestantes que se detengan y no jueguen al «juego del gobierno», para que así no haya más muertes.
El 12 de junio de 2013 se anunciaron los resultados de la auditoría parcial. El CNE ratificó los resultados iniciales y confirmó la victoria electoral de Maduro. El Centro Carter, fundado por el expresidente de los Estados Unidos, Jimmy Carter, indicó en un informe detallado sobre las elecciones que «los extremadamente cerrados resultados de la elección presenta un conflicto electoral y político que no ha sido visto desde el referéndum revocatorio de 2004. Acompañado por un discurso divisivo por parte de todos los bandos, la disputa electoral interrumpió no solo un incipiente consenso nacional sobre la fiabilidad del resultado electoral, sino también sobre la habilidad de seguir adelante con debate y diálogo constructivo sobre otros temas de importancia para el país». El Centro Carter observó la falta de «acuerdo sobre la calidad de las condiciones de votación y si efectivamente cada votante registrado puede votar una vez, y solo una vez» y el hecho que la «inequidad de las condiciones de las campañas en términos tanto de acceso a recursos financieros como a la prensa redujeron la competitividad de las elecciones, en especial en un marco legal que permite la reelección indefinida de funcionarios públicos». El Centro Carter emitió una lista de recomendaciones con 9 puntos para hacer de que las elecciones en Venezuela sean más justas y los resultados más confiables. Se utilizaron recursos del gobierno para apoyar las campañas electorales del partido oficialista y se utilizaron vehículos del gobierno para transporte. Durante las campañas de las elecciones locales, Maduro pasó dos horas por día en televisión al vivo, mientras que los candidatos de la oposición fueron ignorados o insultados.

### Ataque a la residencia de un gobernador
El 6 de febrero de 2014, una protesta en la ciudad de San Cristóbal (estado Táchira), terminó con un ataque por parte de un grupo estudiantes de la Universidad Católica de Táchira contra la residencia del gobernador del estado Táchira, José Gregorio Vielma Mora. La policía los detuvo y fueron enjuició y condenados.
Esto habría escalado el descontento de los estudiantes de esa universidad.

## Objetivos y nombre de la convocatoria

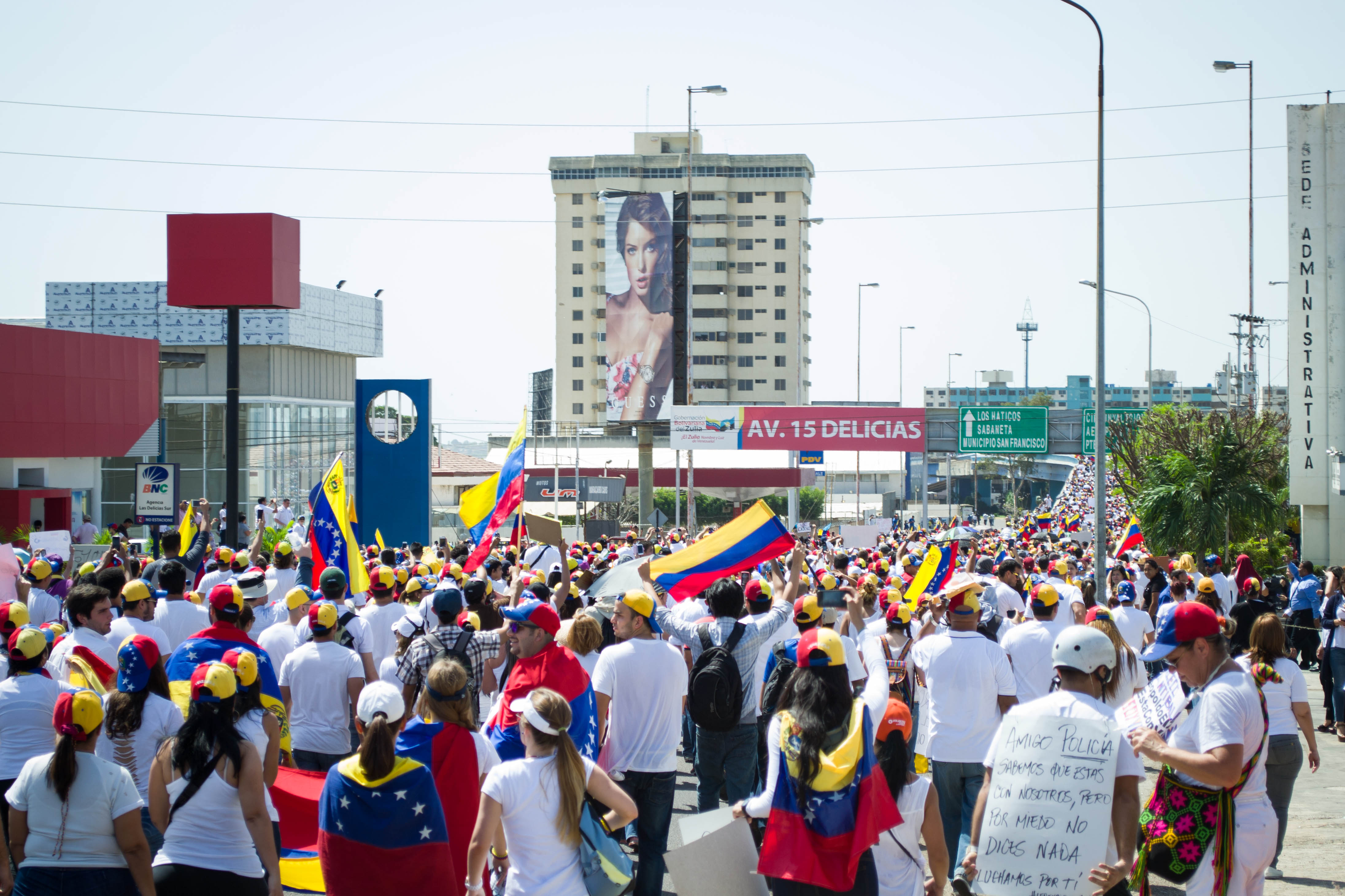
Marcha estudiantil en Maracaibo (estado Zulia).

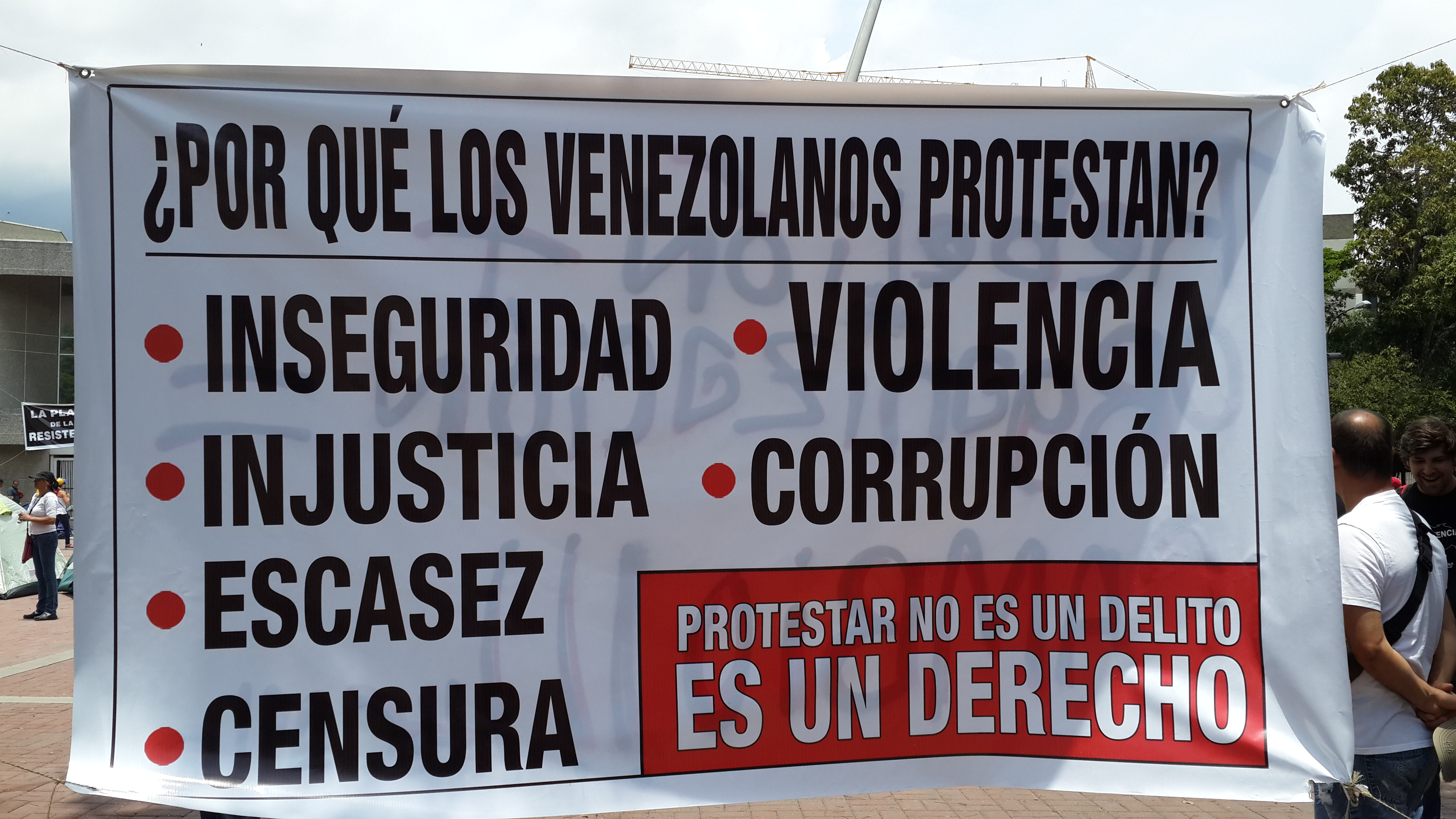
Un cartel explicando por qué la oposición protesta.

El objetivo principal de los manifestantes era la renuncia del presidente Nicolás Maduro y el cambio del modelo político-económico de Venezuela y que muchos manifestantes denotaban como una dictadura inspirada en el modelo de estado socialista y que estaría dirigida desde Cuba. Los objetivos del movimiento estudiantil venezolano organizador de las marchas, representado por la Federación de Centros Universitarios eran los siguientes:
1. Libertad para los jóvenes detenidos.
2. El cese inmediato de las torturas y violaciones a los derechos humanos.
3. Fin de la criminalización de la protesta.
4. Desarme de los grupos violentos que se hacen pasar por colectivos comunitarios.
5. Renovación y legitimación de los poderes públicos.
6. Cese de la censura de los medios de comunicación.

El día elegido para la convocatoria de jornadas de desobediencia civil coincidió con la conmemoración del bicentenario de la batalla de La Victoria del 12 de febrero de 1814 de la guerra de Independencia de Venezuela, en la cual las fuerzas independentistas del general José Félix Ribas ante la escasez de tropas armaron a unos mil estudiantes de los colegios y seminarios. Ese día también se conoce en Venezuela como el Día de la Juventud.
El nombre La Salida para referirse a estas protestas vendría de la consigna «la calle es la salida».
El gobierno venezolano rechazó la renuncia del presidente, usando como argumento el que las elecciones de hace diez meses y las municipales de dos meses atrás, hubo una mayoría de resultados a favor suyo .

## Enfrentamientos

### Colectivos
Los colectivos han ayudado al gobierno durante las protestas. El presidente Maduro ha agradecido a ciertos grupos de motociclistas por su ayuda en contra de lo que el considera un «golpe de estado fascista... siendo orquestado por la extrema derecha», pero también se ha distanciado de los grupos armados, diciendo que «no tienen lugar en la revolución».
No obstante, se han documentado varios casos en los que los colectivos atacaron a los opositores y que incluso serían responsables de algunas muertes como la de Adriana Urquiola, de 28 años de edad y con tres meses de embarazo alcanzada por una bala mientras se bajaba de un autobús, el asesino Yonny Bolívar, expresidiario violador comisionado de la Policía Nacional Bolivariana escolta de la ministra del Poder Popular para el Servicio Penitenciario de Venezuela Iris Varela, quien disparó en contra de una tranca en Los Teques, asesinando a la periodista Adriana Urquiola en el proceso. Organizaciones nacionales de derechos humanos denuncian que estas agrupaciones reciben armas del gobierno venezolano y que tienen la misión de ser «guardias de choque» del chavismo. Juan Montoya era dirigente de una de estas agrupaciones armadas.

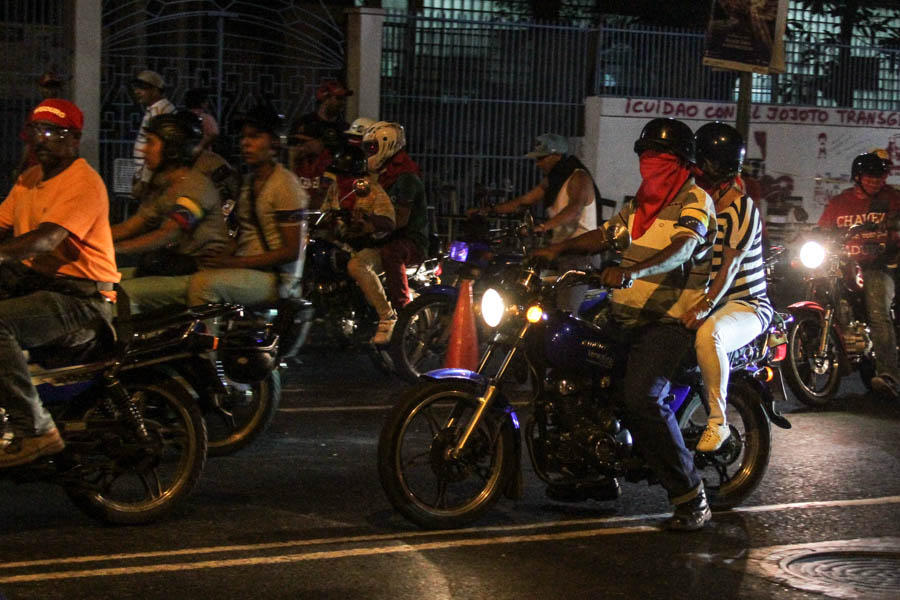
Colectivos en un acto proselitista del chavismo.

Los colectivos han actuado violentamente en contra de la oposición sin impedimento por parte de las fuerzas del gobierno venezolano. Colectivos en varios camiones atacaron a un complejo de departamentos conocido por protestar dañando a cinco vehículos, dejando a dos quemados y dispararon varios tiros contra los departamentos hiriendo a una persona. El 28 de marzo, en Maracaibo, un grupo de aproximadamente 30 colectivos empezó a dispararle contra edificios de un conjunto residencial como a ingresar sin la intervención de la Guardia Nacional Bolivariana. Los vecinos reportaron robos, heridos y amenezas.
 El vicepresidente de Venezuela, Jorge Arreaza, alabó a los colectivos diciendo que si había un comportamiento ejemplar era el de los «colectivos que están del lado de la Revolución Bolivariana». No obstante, el 28 de marzo, Arreaza prometió que el gobierno desarmaría a todos los grupos armados irregulares en Venezuela. Los colectivos también han sido llamados «pilares fundamentales en la defensa de la madre patria» por parte de la ministra del Sistema Penitenciario de Venezuela, Iris Varela.
Según el canal colombiano NTN24, en el mes de marzo de 2014, grupos paramilitares reaccionaron en forma violenta en 437 protestas, aproximadamente un 31 % del total de las protestas en el mes de marzo, en donde se reportaron heridos de balas en la mayoría de las protestas en las que ellos estuvieron involucrados. Se ha acusado a los colectivos armados de atacar y quemar la Universidad Fermín Toro luego de intimidar a los estudiantes que protestaban y disparar contra uno de ellos.

El gobernador del estado de Carabobo, Francisco Ameliach, llamó a las Unidades de Batalla Bolívar-Chávez (UBCH), un grupo creado por el gobierno, a lanzar un contraataque rápido en contra de los manifestantes diciendo que la orden venía del presidente de la Asamblea Nacional, Diosdado Cabello.

#### Uso de armas de fuego por parte de autoridades

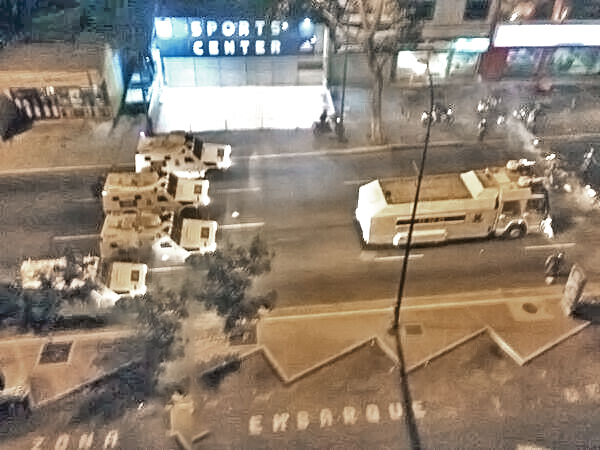
La Guardia Nacional Bolivariana en Caracas.

También se denuncia el uso de armas de fuego por parte de autoridades para controlar manifestaciones,
acciones prohibidas en la Constitución venezolana.
Dos de las tres muertes de manifestantes del primer día de protestas (12 de febrero), según los informes, son víctimas de los funcionarios del estado.
Igualmente se informa que manifestaciones violentas son controladas con gases lacrimógenos y cañones de agua.
Amnistía Internacional reportó que habían recibido reportes del uso de «balas de goma y gas lacrimógeno disparados en forma directa contra los manifestantes a corta distancia y sin advertencia» y que «estas prácticas violan los estándares internacionales y han resultado en la muerte de por lo menos un manifestante». También han dicho que a los «manifestantes arrestados por el gobierno en algunas ocasiones se les ha negado atención médica y acceso a un abogado». Amnistía Internacional también estaba preocupada por «el uso de químicos tóxicos en altas concentraciones» por parte de fuerzas del gobierno y recomendó un mejor entrenamiento para ellos.
Durante las protestas, el constante uso de gas lacrimógeno por parte de las autoridades en Chacao afectó a los residentes locales obligándolos a utilizar máscaras para «sobrevivir en sus casas».
El Nacional indicó que el objetivo de aquellos que atacaban a los manifestantes de la oposición era el de matar a la mayor cantidad de manifestantes que eran disparados en lugares vulnerables como en la cabeza y que, «9 de los 15 muertos fueron manifestantes del 12F, quienes fueron heridos por parte de fuerzas de seguridad del gobierno y paramilitares con lazos con el gobierno central».
El Universal ha dicho que Melvin Collazos del SEBIN, Jonathan Rodríguez, un guardaespaldas del ministro del Interior y de Justicia Miguel Rodríguez Torres, fueron arrestados luego de disparar contra manifestantes desarmados que se encontraban escapando en varias ocasiones, en violación del protocolo.
El artículo 68 de la Constitución de Venezuela indica que «Se prohíbe el uso de armas de fuego y sustancias tóxicas en el control de manifestaciones pacíficas. La ley regulará la actuación de los cuerpos policiales y de seguridad en el control del orden público».

#### Torturas, abuso sexual y violación de derechos

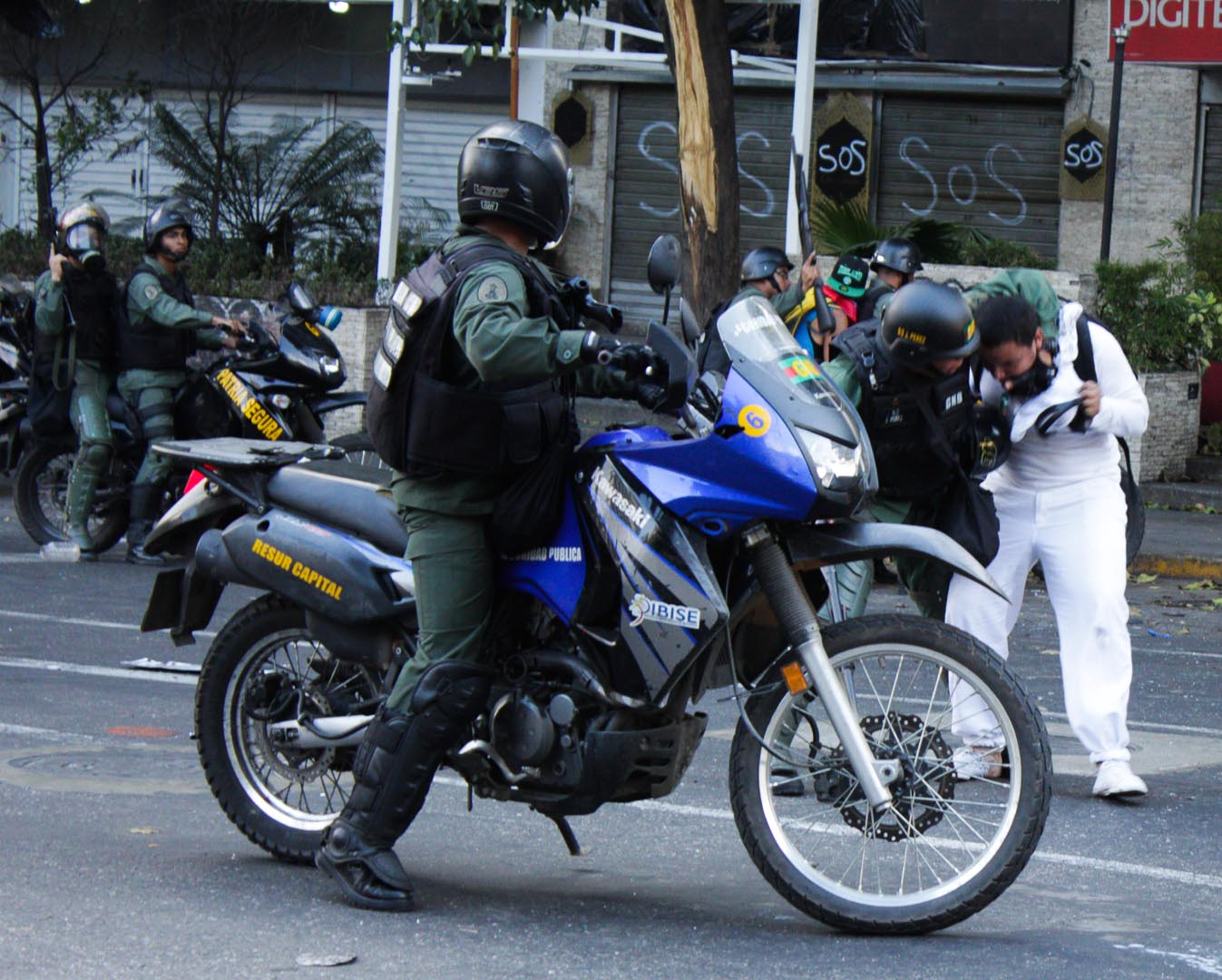
GNB sometiendo a un manifestante de oposición.

El Foro Penal Venezolano documentó 33 casos de torturas a detenidos. Estas torturas, algunas por parte del Servicio Bolivariano de Inteligencia Nacional, incluirían golpizas, descargas eléctricas, y asfixia, además de tortura psicológica. A los detenidos se les negaría el acceso a abogados y serían obligados a firmar un acta donde declararían que sí habían sido atendidos por abogados defensores.
Amnistía Internacional ha corroborado con esta información, indicando que la «tortura es común» por parte de las autoridades venezolanas en contra de los manifestantes, pese a que el Artículo 46 de la Constitución de Venezuela dice que «ninguna persona puede ser sometida a penas, torturas o tratos crueles, inhumanos o degradantes».
En un informe titulado Castigados por Protestar luego de una investigación realizada en marzo durante las protestas, Human Rights Watch dijo que aquellos que fueron detenidos por autoridades del Gobierno fueron sujetos de "abusos físicos severos"; algunos de ellos incluían golpizas "a puñetazos, con cascos, y armas de fuego; descargas eléctricas o quemaduras; ser obligados a sentarse en cuclillas o arrodillarse, sin moverse, durante varias horas; ser enmanillados a otros detenidos, algunas veces en pares y en otras ocasiones en cadenas humanas de decenas de personas, durante varias horas; y exposición a largos periodos de calor o frío intenso". También se ha reportado que "muchas víctimas y familiares con los que hablamos dijeron que ellos creían que podían ser víctimas de represalias por parte de la polícia, miembros de la guardia o pandillas simpatizantes del Gobierno si reportaban los abusos".[cita requerida]
El Foro Penal Venezolano afirmó que los abusos son «continuos y sistemáticos» y que las autoridades venezolanas eran «acusadas en general de golpear a los detenidos, en muchos casos fuertemente, y muchas personas han indicado que las fuerzas de seguridad les han robado, tomando sus teléfonos móviles, dinero y joyas». En un caso, un grupo de hombres dijo que se estaban yendo de una protesta, «los soldados rodearon el vehículo, rompieron las ventanas y lanzaron gas lacrimógeno adentro». Un hombre dijo que un soldado le «disparó con una escopeta a quemarropa» mientras estaba en el vehículo. Los hombres luego fueron «sacados del vehículo y golpeados violentamente», luego un soldado «aplastó sus manos con la culata de su escopeta, diciéndoles que era su castigo por lanzar piedras». El vehículo luego fue incendiado. Un manifestante dijo que mientras estaba detenido, los soldados «lo patearon una y otra vez». Los manifestantes con los que estaban «fueron esposados juntos, amenazados con un perro de ataque, obligados a mantenerse arrodillados por largos periodos de tiempo, golpeados y rociados con aerosol de pimienta». El manifestante luego dijo que fue «golpeado tan fuerte con el casco de un soldado que lo escucho romperse». Una mujer también dijo que estaba con su hija cuando «fueron recogidas por soldados de la Guardia Nacional, llevadas junto a seis otras mujeres a un puesto militar y entregadas a soldados mujeres». Las mujeres luego dijeron que «los soldados las golpearon, patearon y amenazaron con matarlas». Las mujeres también dijeron que los soldados amenazaron con violarlas, cortaron sus cabellos y «fueron dejadas en libertad sólo después de hacerlas firmar un documento indicando que no habían sido maltratadas».
Human Rights Watch informó que un hombre estaba en camino a su casa y fue atacado por miembros de la Guardia Nacional que estaban dispersando a un grupo de manifestantes. Luego recibió disparos de balas de goma de la Guardia Nacional, fue golpeado por miembros de esta y luego recibió un disparo en la entrepierna. Otro hombre fue detenido baleado repetidamente con balas de goma, golpeado con rifles y cascos por tres miembros de la Guardia Nacional mientras le preguntaban «¿Quién es tu presidente?». Algunas personas que fueron arrestadas arbitrariamente fueron golpeadas y obligadas a repetir que Nicolás Maduro era presidente.[cita requerida]
El canal colombiano NTN24 publicó que un abogado había afirmado que miembros de la Guardia Nacional e individuos con «acento cubano» en Mérida obligaron a tres adolescentes a confesar crímenes que no cometieron y luego fueron «arrodillados y obligados a levantar los brazos para luego disparados con perdigones por todo el cuerpo» durante una práctica de tiro.
El Nuevo Herald afirmó que los estudiantes manifestantes habían sido torturados por fuerzas del gobierno para obligarlos a admitir su participación en un plan conjunto con individuos extranjeros para derrocar al gobierno venezolano. En Valencia, los manifestantes fueron dispersados por la Guardia Nacional en El Trigal en donde cuatro estudiantes (tres hombres y una mujer) fueron atacados dentro de un vehículo mientras trataban de salir del perímetro; los tres hombres fueron arrestados y uno de ellos fue sodomizado con un rifle por parte de uno de los oficiales.
Adicional a las torturas, estudiantes han denunciado que han sido víctimas de abuso sexual por parte de la Guardia Nacional Bolivariana (policía militarizada), el representante del Foro Penal Venezolano ha participado que estudiantes detenidos en Carabobo habrían sido torturados durante 5 horas, arrodillados mientras se encontraban recluidos por las autoridades, el representante relata que todos los estudiantes fueron sodomizados con un fusil automático. Relatan que posterior al hecho debieron ser limpiados con un trapo de gasolina debido a la cantidad de sangre causadas por las heridas. Adicionalmente, destaca el caso de Juan Manuel Carrasco, golpeado y violado sexualmente por funcionarios de la GNB, quien según pruebas forenses realizadas posteriores al hecho corroboran la violación, desmintiendo a la fiscal general.
El 18 de febrero, usuarios de Twitter y otras redes sociales informaron, publicaron fotos y vídeos sobre allanamientos con tanquetas de la Guardia Nacional Bolivariana a urbanizaciones y residencias privadas en varias ciudades.
El director del Foro Penal Venezolano, Alfredo Romero, pidió tanto a la oposición como al gobierno venezolano que presten atención a los llamados sobre las violaciones a los derechos humanos que no habían sido escuchados. También informó que una mujer había sido torturada con descargas eléctricas en sus pechos. El Foro Penal Venezolano afirmó que los estudiantes, tras ser arrestados, eran torturados con descargas eléctricas, golpizas y amenazados con ser quemados vivos luego de ser empapados de gasolina.

#### Respuesta del Gobierno a los abusos
La Fiscalía General de Venezuela reportó que estaba realizando, 145 investigaciones relacionadas con abusos de los derechos humanos y que 17 oficiales de seguridad habían sido detenidos en relación con estos hechos. El presidente Maduro y otros funcionarios gubernamentales aceptaron que han ocurrido abusos a los derechos humanos, pero dijo que se trataba de casos aislados y no de un patrón sistemático. Cuando los partidos de oposición pidieron un debate sobre la tortura en la Asamblea Nacional, el gobierno venezolano se opuso, acusando de violencia a la oposición diciendo, «los violentos no somos nosotros, los violentos están en un grupo de la oposición».

### Fuerzas extranjeras

#### Presencia de militares cubanos
Existen constantes denuncias informales sobre la presencia de elementos de nacionalidad cubana en tareas de seguridad pública reprimiendo las protestas opositoras. El gobierno de Maduro ha negado la existencia de ciudadanos cubanos realizando funciones de seguridad pública. Tres generales retirados del ejército venezolano, Enrique Prieto Silva, Miguel Aparicio y Ángel Vivas, se hacen eco de tales denuncias y afirman que los métodos de represión empleados por los elementos más agresivos de las fuerzas de seguridad que han salido a controlar las manifestaciones no siguen los manuales de entrenamiento de las fuerzas armadas venezolanas y que en su mayoría serían agentes de seguridad cubanos, según sus análisis militares estas tropas cubanas estarían camufladas en la Guardia Nacional Bolivariana y también como civiles en las marchas opositoras.
Según el periodista cubano Uberto Mario, la represión contra las protestas en Venezuela estaría a cargo de los Avispas Negras —fuerzas de élite de las Fuerzas Armadas Revolucionarias de Cuba (FAR)—, para el periodista esta sería una nueva versión de lo sucedido cuando la Unión Soviética invadió Checoslovaquia para suprimir la Primavera de Praga. Se llegó a señalar que en algunas ocasiones la bandera de Cuba ondeaba junto a la venezolana en instalaciones militares, incluso, con referencias fotográficas.

### Cierre de calles y protestas violentas

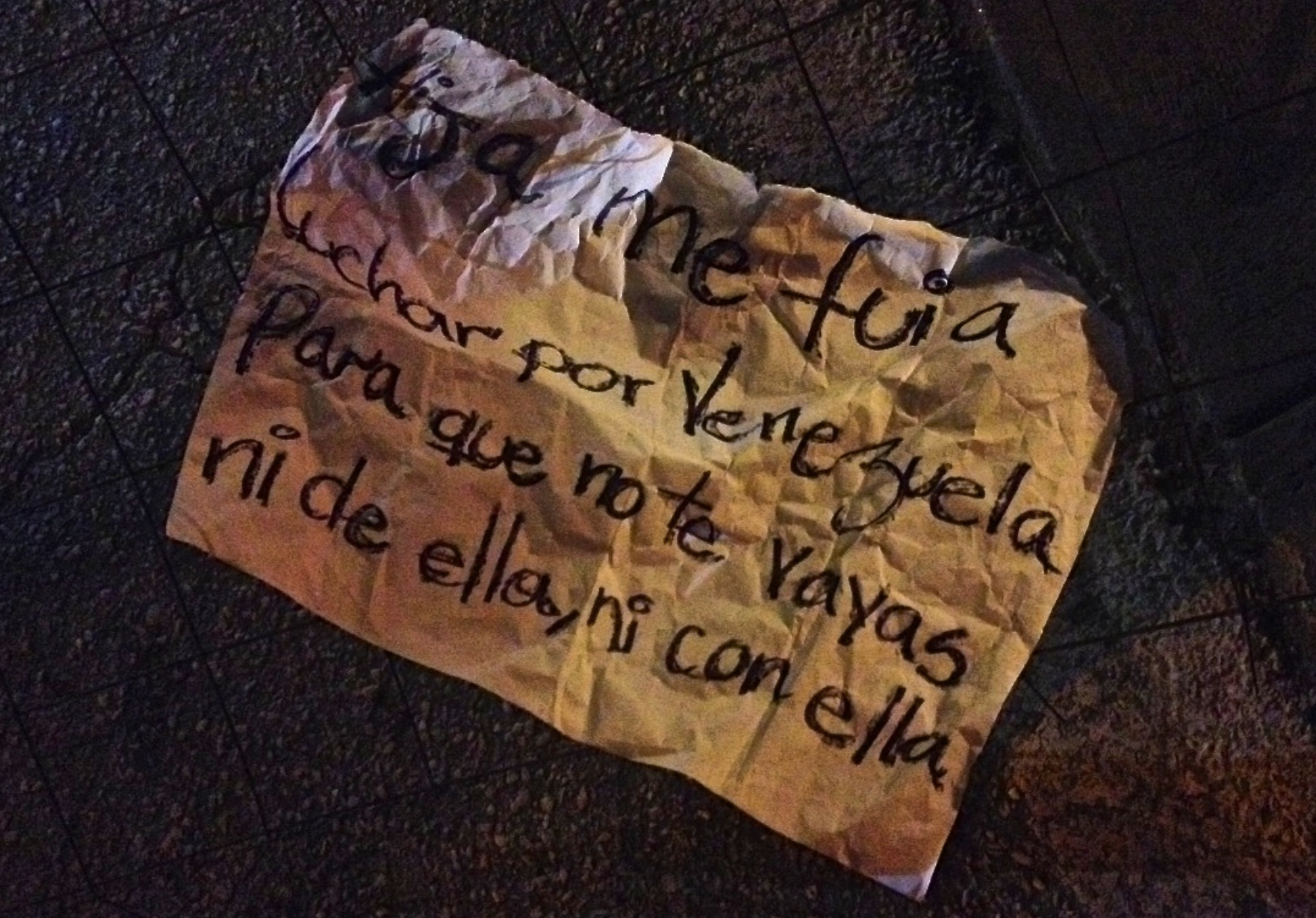
Un cartel que decía: «Hija, me fui a luchar por Venezuela para que no te vayas ni de ella, ni con ella».

#### Antecedentes
El empleo de «guarimbas» (barricadas) para formar un territorio relativamente seguro y evitar o dificultar agresiones enemigas en una zona urbana ha sido un procedimiento muy antiguo en muchos países de varios continentes. Su origen se produjo en el siglo XIX, cuando el desarrollo urbano producido por la Revolución industrial y el desarrollo de los transportes masivos, especialmente del ferrocarril, obligaron al ensanche de las zonas urbanas y la eliminación de las murallas que las rodeaban que cumplían la función defensiva de las barricadas desde la Edad Antigua (ciudades griegas y romanas) y sobre todo, durante la Edad Media, con el feudalismo. Así, la eliminación de dichas murallas vino a crear la formación del sistema de las barricadas como un medio de defensa improvisado de barrios y hasta de ciudades enteras. Por ejemplo, las «barricadas» en París cuando se instauró la Comuna de París tras la guerra francoprusiana, acabaron con el régimen imperial napoleónico y restablecieron la república. Y en realidad, la instauración de la Comuna de París viene a establecer un paralelismo notable con la lucha en Venezuela entre el gobierno y la oposición durante todo lo que va del siglo XXI. Más recientemente, las protestas estudiantiles en mayo de 1968 en Francia también constituyen un ejemplo similar de las luchas urbanas más recientes.
El empleo de «guarimbas» en Venezuela como forma de protestar en contra del gobierno no se limita a las iniciadas en febrero de 2014. Más aún, las primeras «guarimbas» para establecer un territorio seguro fueron las organizadas por el gobierno, cerrando las entradas del Fuerte Tiuna con alambre de púas el 13 de abril de 2003 durante una manifestación pacífica, hecho del que se hicieron eco algunos periódicos del exterior
y como también se utilizó en los alrededores del Palacio de Miraflores.
Aparte de las manifestaciones pacíficas,
un elemento constante en algunas de las protestas es la quema de basura, el bloqueo de calles y avenidas así como el enfrentamiento entre algunos sectores opositores y las fuerzas de seguridad del Estado.

#### Barricadas

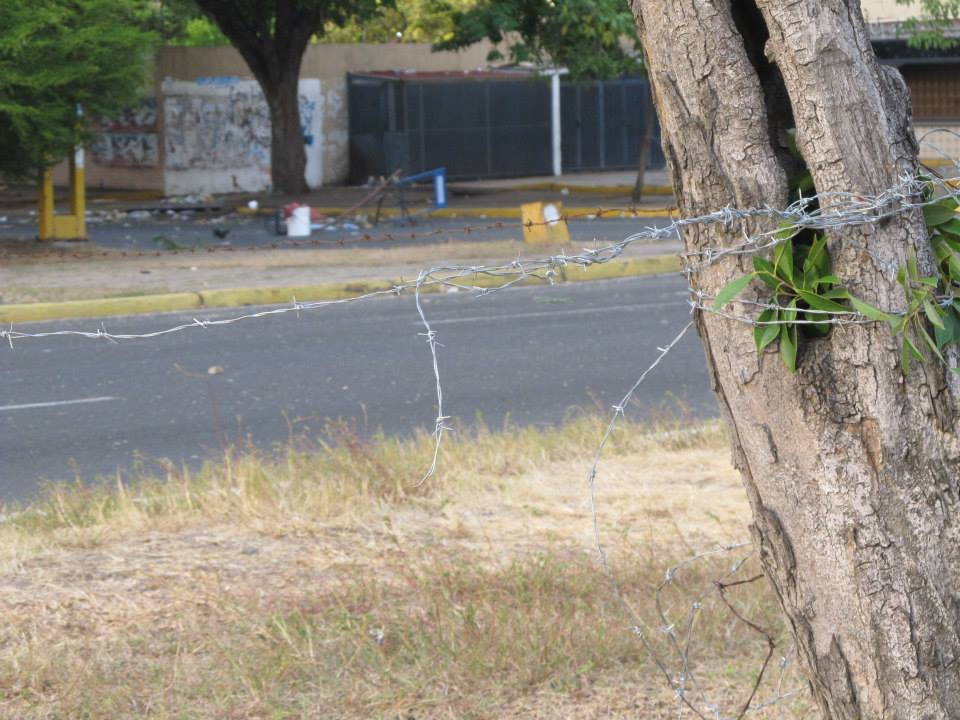
Alambre de púas en guarimba en Ciudad Guayana.

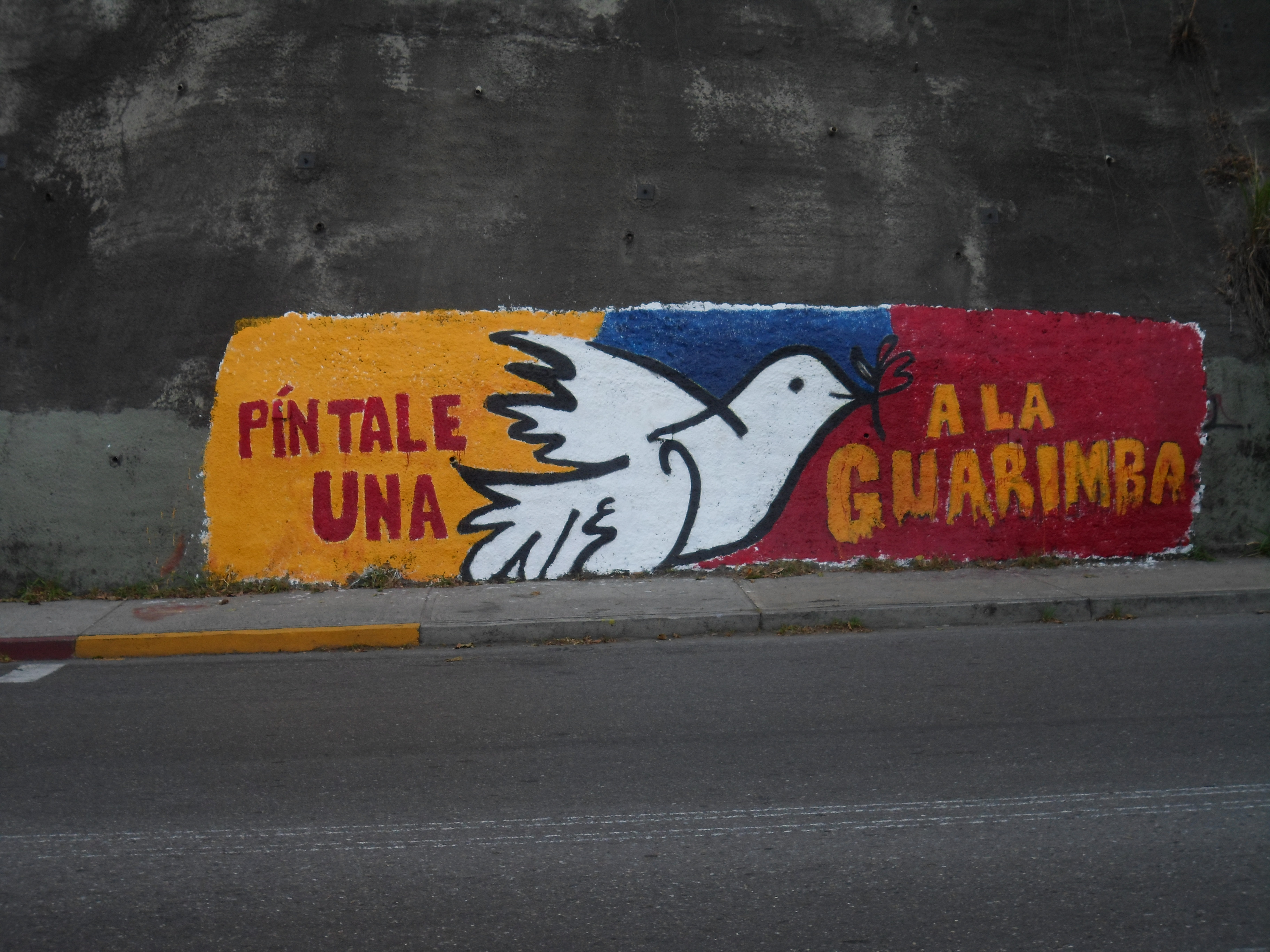
Pintura en una calle criticando a las barricadas

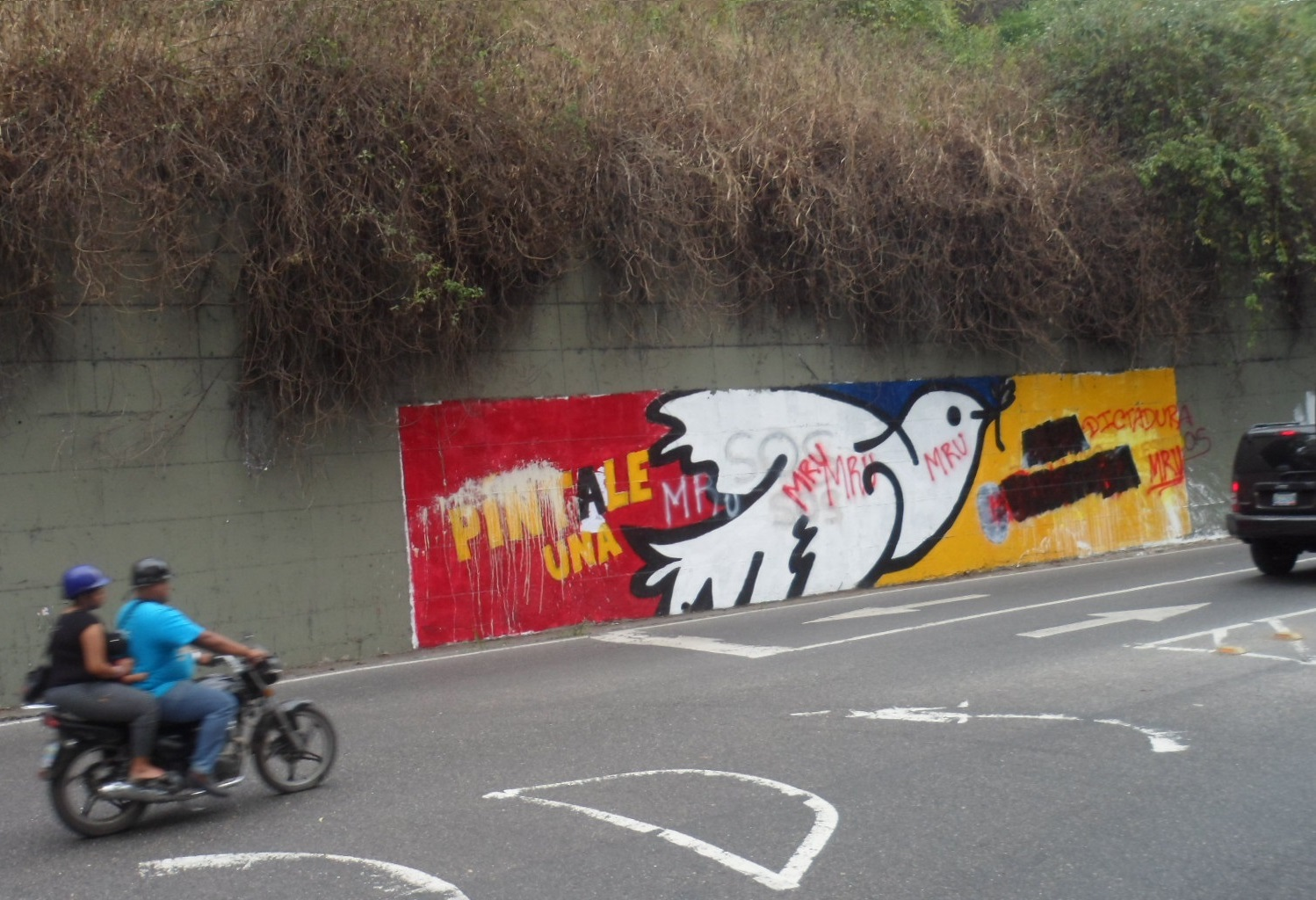
Un mural previamente criticando a las barricadas cambiado para criticar al gobierno

Las barricadas, coloquialmente conocidas como guarimbas en calles, avenidas, carreteras y autopistas en Venezuela impidiendo parcial o totalmente el paso de vehículos
han venido constituyendo un elemento visible de las protestas de la oposición en Venezuela. Este medio de protesta ha recibido críticas incluso del sector opositor, incluyendo a Gerardo Blyde, alcalde del municipio Baruta.
El general retirado Ángel Vivas escribió en su cuenta de la red social Twitter un mensaje donde recomendaba a manifestantes opositores «guayas» (cuerdas, alambres o cables metálicos) para defenderse en contra de colectivos.
Existen reportes disputados que atribuyen por lo menos trece muertes a simpatizantes de la oposición en estas barricadas, incluyendo a Elvis Durán, quien se desplazaba en su motocicleta por la avenida Rómulo Gallegos de Caracas, cuando impactó contra un alambre metálico colocado por manifestantes y murió en el lugar. El gobierno también ha condenado su uso. También se ha informado que los manifestantes han utilizado abrojos para desinflar llantas de motocicletas. Algunos manifestantes han citado fotos y vídeos de las manifestaciones en Ucrania y Egipto como la inspiración de sus tácticas para defender las barricadas y repeler a las fuerzas del gobierno, tales como la utilización de artículos comunes como botellas de cerveza, tubos de metal y gasolina para construir bombas incendiarias y morteros, al mismo tiempo que utilizan botellas llenas de pintura para bloquear la visión de los conductores de tanques y vehículos blindados antimotines. Entre los equipos de protección común de los manifestantes están cascos de motocicleta, máscaras de construcción contra el polvo y guantes.
Sin embargo, también el gobierno hizo uso de distintos medios de trancar las calles y autopistas de las ciudades para sus manifestaciones de apoyo, concentraciones electorales o de otra clase y para proteger o delimitar un área determinada que denominan áreas de seguridad (el equivalente militar de la guarimba) y ello se ha venido realizando desde hace bastantes años. El 13 de enero de 2003, los periódicos españoles El Periódico de Extremadura y Diario Córdoba hicieron eco de los sucesos del día anterior, cuando el Fuerte Tiuna fue rodeado con alambre de púas para crear una zona de seguridad e impedir con bombas lacrimógenas el paso de miles de manifestantes en una manifestación organizada por la Coordinadora Democrática. El bloqueo con autobuses movilizados por el gobierno desde ciudades del interior del país se realizó repetidamente en el pasado, como en la última concentración electoral de Chávez en el año 2012.

### Ataque a sedes y bienes del Estado
Durante las jornadas de protesta se han dado ataques a sedes de instituciones estatales. El día de la marcha opositora el 12 de febrero se atacó la sede del Ministerio Público. También ha sido reportados ataques a edificios administrativos en Zulia y Caracas, quema de 5 vehículos pertenecientes a PDVAL (red de venta y administración de alimentos), quema de 22 vehículos de la industria CORPOELEC y cortados algunos cables de suministro (responsable del suministro de luz, propiedad estatal), incendio a la sede en Barinas del Ministerio de Energía y Petróleo ataque a la sede de Fundación de la Familia Tachirense en el estado Táchira, quema y destrozo de carros de personas identificadas como «chavistas», quema de camionetas y autobuses en Maracaibo, ataque a la sede del PSUV en Valencia, ataque a la sede de CANTV (Compañía Anónima Nacional Teléfonos de Venezuela) en Barquisimeto, quema de una gandola que transportaba alimentos en el estado Carabobo. La oposición manifestó su preocupación por estos hechos de violencia. Estudiantes denunciaron la participación de personal pagado por el gobierno infiltrado con el objetivo de incitar y cometer actos de violencia; en una marcha en Valencia se reportó la presencia de un oficial de la GNB armado, infiltrado y isfrazado de civil Los estudiantes anunciaron que estaban comprometidos a buscar infiltrados generadores de las situaciones de violencia.

### Ataque a sedes de partidos políticos
Se ha denunciado ataques contra sedes de partidos políticos tanto opositores como oficialistas en distintas entidades del país.

### Ataques a transporte público
El ejecutivo ha denunciado ataques contra el sistema de transporte, principalmente en la Gran Caracas, ocasionando destrozos a sistemas de transporte público (60 unidades dañadas) tales como el BusCaracas, BusGuarenas-Guatire, Metrobús.[cita requerida] Vecinos del sector han participado su preocupación y desmintiendo la versión del gobierno adjudicando los hechos de violencia realmente a colectivos armados del gobierno apoyados por la GNB, así mismo como una respuesta exagerada de cerrar las estaciones aun cuando ninguna fue destruida en su parte interna.

### Otros hechos
También se denuncian daños a la propiedad privada,  incluyendo el Banco provincial y el Banco Venezuela en el municipio Chacao del estado Miranda, y disminución de ventas en sitios cercanos a las manifestaciones.
El gobierno suspendió rutas de transporte terrestre y cerró estaciones del Metro de Caracas como respuesta a las protestas.

## Reacciones y medidas tomadas por el gobierno nacional

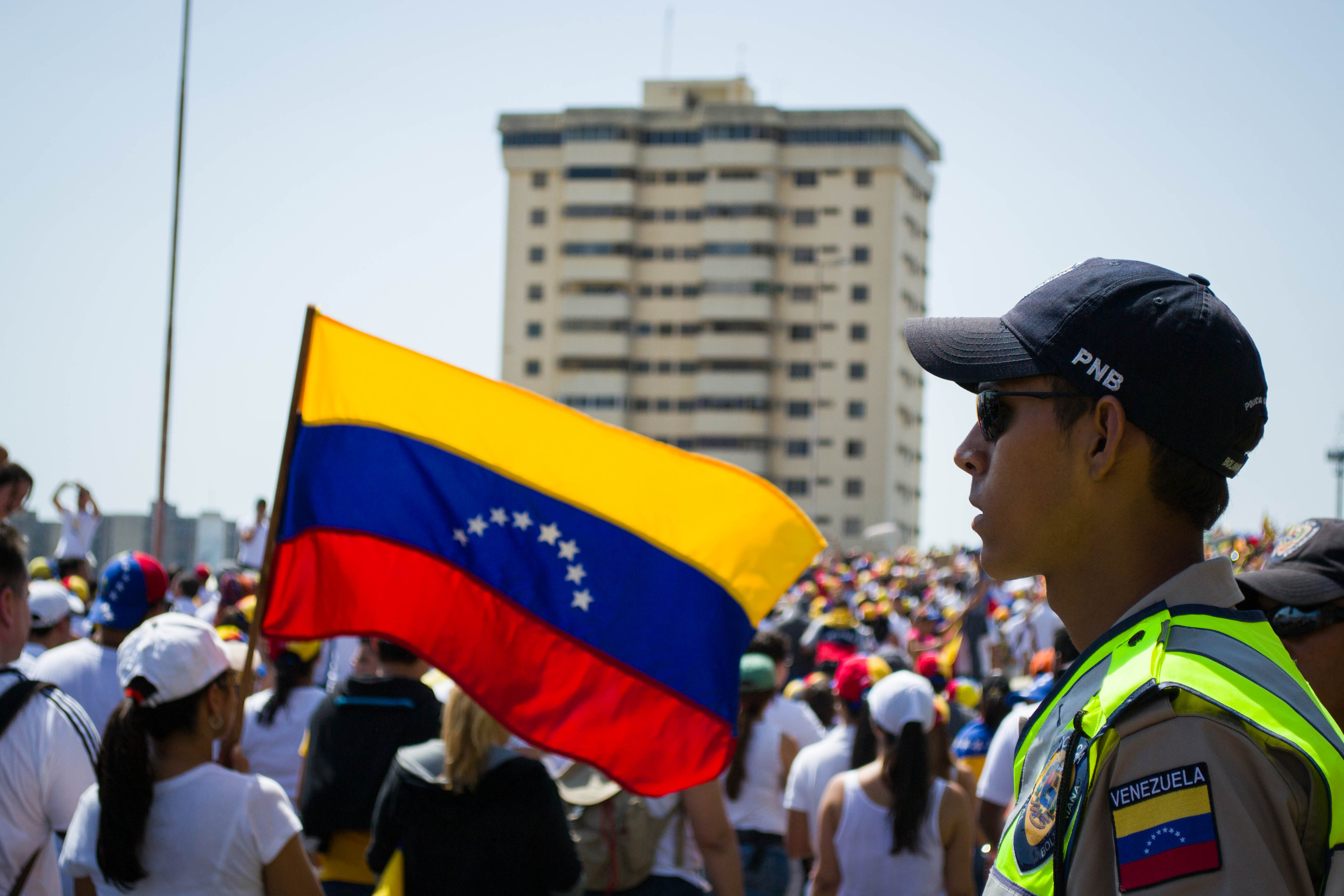
Oficiales de la Policía Nacional Bolivariana observando a manifestantes en Maracaibo.

La Milicia Nacional de Venezuela, una milicia oficial de miles de miembros creada por Hugo Chávez, incluye a reservistas militares y empleados públicos y de empresas del estado. La milicia apoya al gobierno y sus miembros están bajo el «mando directo del presidente» como el comandante en jefe de las Fuerzas Armadas Nacionales y son «entrenados para defender la revolución de los enemigos externos e internos». Según el periódico español El Mundo, las fuerzas han, en ocasiones, utilizado «la violencia para silenciar a la disidencia o a los periodistas que no se pliegan al discurso del régimen».
Fuerzas de seguridad venezolanas han sido acusadas de cometer una serie de violaciones contra los derechos humanos de manifestantes y periodistas. El Nacional indicó que el objetivo de aquellos que atacaban a los manifestantes de la oposición era la de matar, ya que muchos de los manifestantes que fueron disparados recibieron tiros en áreas vulnerables como la cabeza y que, «9 de las 15 personas fallecidas desde el 12F eran manifestantes que fueron heridos por cuerpos de seguridad del Estado o paramilitares vinculados con el oficialismo». El canal colombiano NTN24 afirmó que algunos de los manifestantes habían dicho ser víctimas de tortura y violación por parte de las fuerzas del gobierno que los arrestaron durante las protestas.
Un abogado de la oposición al gobierno afirmó que los miembros de la Guardia Nacional e individuos «con acento cubano» en Mérida obligaron a tres adolescentes a confesar crímenes que no cometieron y luego a los adolescentes «los arrodillaron y les obligaron a levantar brazos para luego dispararles perdigones en todo el cuerpo» durante una práctica de tiro al blanco. l diario El Universal informó que Melvin Collazos (del SEBIN), y Jonathan Rodríguez (guardaespaldas del ministro del Interior y de Justicia Miguel Rodríguez Torres), fueron arrestados luego de disparar contra manifestantes desarmados que se encontraban escapando, en completa violación del protocolo.
El 17 de febrero de 2014, oficiales de inteligencia entraron ilegalmente y por la fuerza a las oficinas de Voluntad Popular en Caracas y amenazaron a los presentes con armas de fuego.

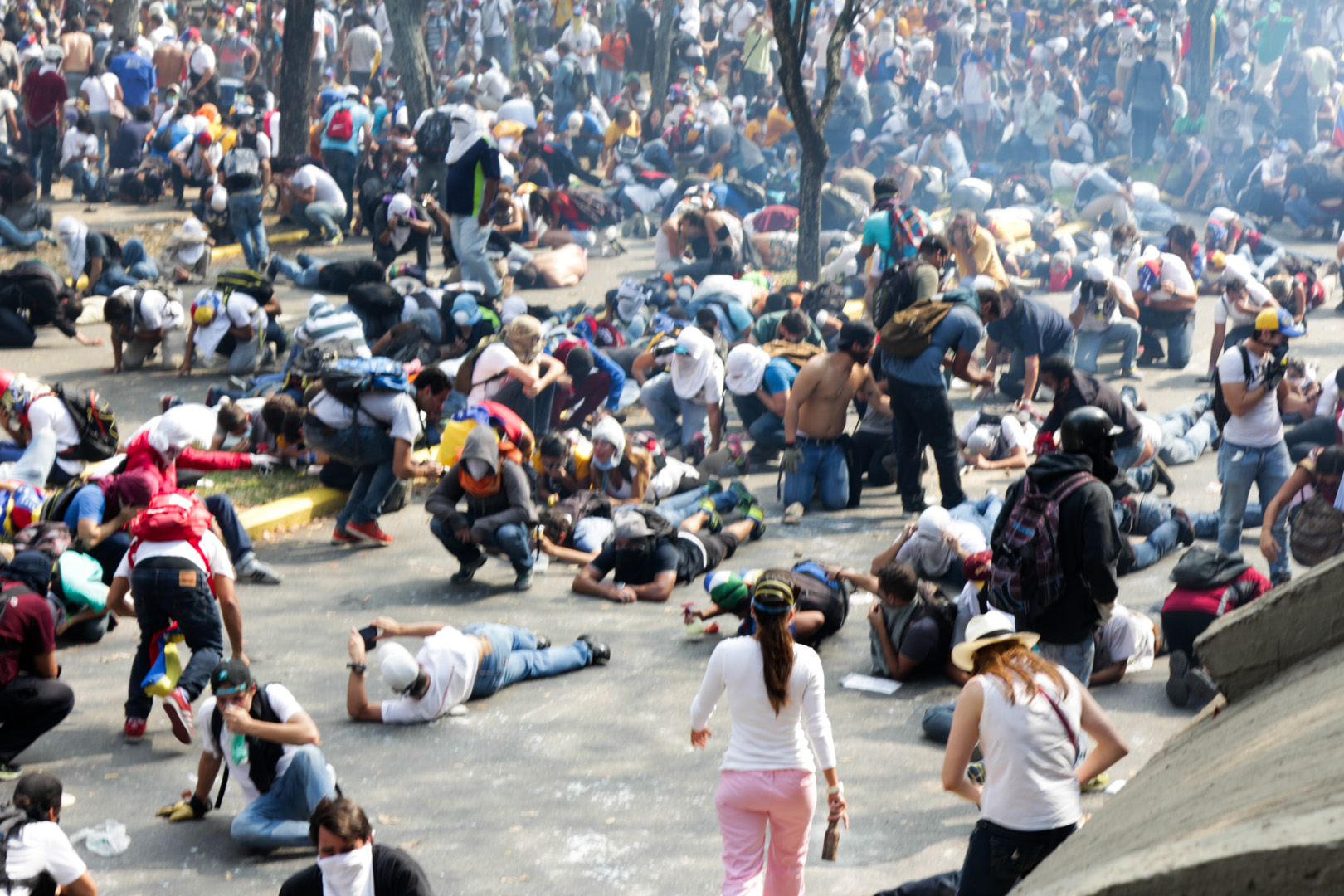
Manifestantes tratando de protegerse del uso de gas lacrimógeno empleado por las fuerzas del Estado para dispersar la manifestación, el 12 de marzo de 2014.

El presidente Maduro ha llamado "fascistas" a la oposición. En un artículo de opinión en el The New York Times, el presidente Maduro dijo que las acciones de los manifestantes «habían causado millones de dólares en daños a la propiedad pública», que los manifestantes tenían «una agenda antidemocrática para derrocar a un gobierno elegido democráticamente», y que «estaban apoyados por los ricos y que no tenían ningún apoyo de los pobres». También añadió que los crímenes de los simpatizantes del gobierno no serían tolerados y que todos los perpetradores serían hechos responsables por sus acciones, y que el gobierno había abierto un Consejo de Derechos Humanos para investigar cualquier situación.
El presidente Maduro también ha acusado a los Estados Unidos de promover las protestas en su contra. Los Estados Unidos negaron cualquier tipo de intervención en las manifestaciones venezolanas, y el presidente Barack Obama declaró que «en lugar de tratar de alejar la atención de las protestas al hacer falsas acusaciones en contra de los diplomáticos estadounidenses, el gobierno de Venezuela debería hacer algo por los pedidos legítimos de su propio pueblo». Maduro también ha acusado al gobierno de Panamá de intervenir contra el gobierno venezolano.

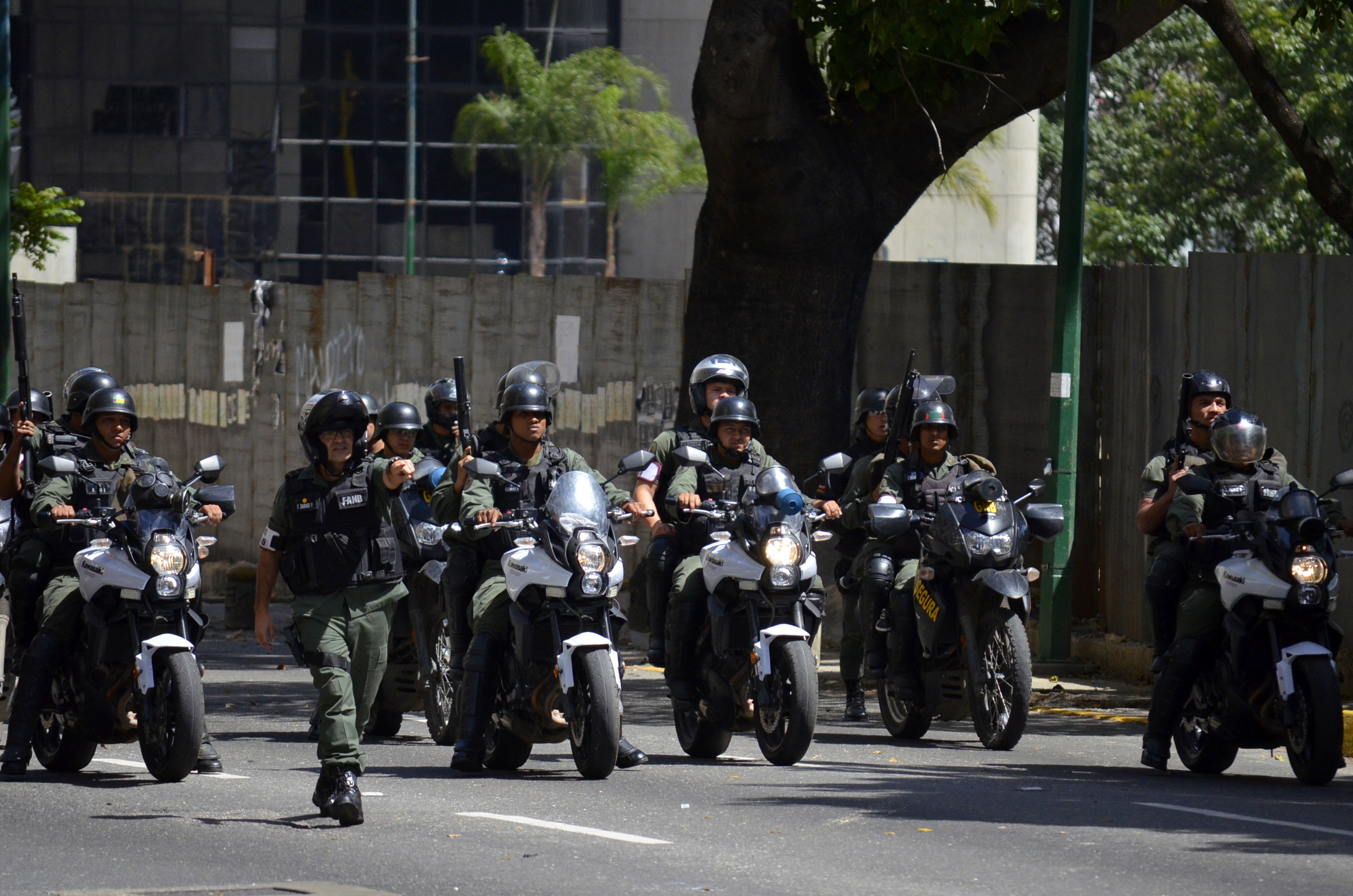
Guardias Nacionales en motos disparan gas lacrimógeno contra manifestantes.

Durante una conferencia de prensa el 21 de febrero de 2014, Maduro acusó una vez más a los Estados Unidos y la OTAN de tratar de derrocar su gobierno a través de los medios de prensa y aseguró que Elías Jaua podría probarlo.
El presidente Maduro también le pidió a Barack Obama que ayude con las negociaciones.
También anunció que aquellos funcionarios del SEBIN que dispararon contra los manifestantes serán arrestados por sus acciones.
El presidente Maduro decretó que el 27 de febrero sería un día no laborable en respeto a los que habían fallecido durante las protestas (esa fecha también es el aniversario del histórico Caracazo de 1989).
Además, durante un discurso público en el Palacio de Miraflores, Maduro criticó a la prensa, a los artistas internacionales, y el presidente de los Estados Unidos diciendo, «Yo invoco a Obama, a su espíritu afroamericano, para que de la orden de respetar a Venezuela».

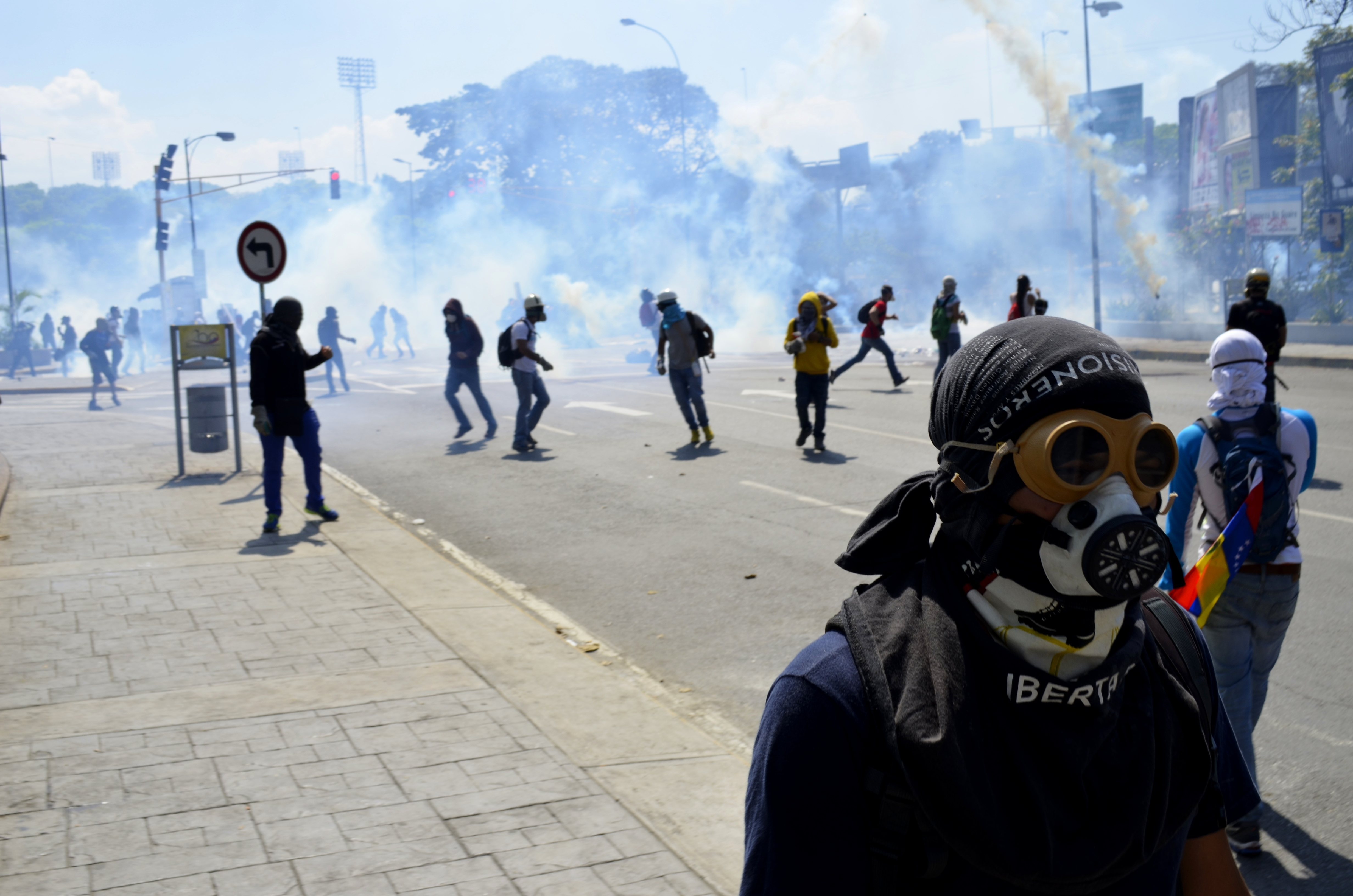
Estudiantes se enfrentan a la Guardia Nacional en Bello Monte, 12 de abril de 2014.

### Prohibición de manifestaciones
El 24 de abril de 2014 la Sala Constitucional del Tribunal Supremo de Justicia emitió la sentencia 276, en la que prohibió el derecho a la manifestación sin autorización, estableciendo que quienes obvien dicha autorización “incurren en un delito penal”, a raíz de una solicitud de interpretación presentada por el alcalde de Guacara, estado Carabobo, Gerardo Sánchez, de los artículos 68 de la Carta Magna y 41, 43, 44, 46 y 50 de la Ley de Partidos Políticos. Luego de afirmar que el derecho a la manifestación “no es un derecho absoluto”, el TSJ autorizó a la Guardia Nacional Bolivariana, a la Policía Nacional y a los cuerpos de seguridad estadales a “asegurar el derecho al libre tránsito”, dispersando cualquier congregación no autorizada y ordenó a las locales ayudar en esta tarea.

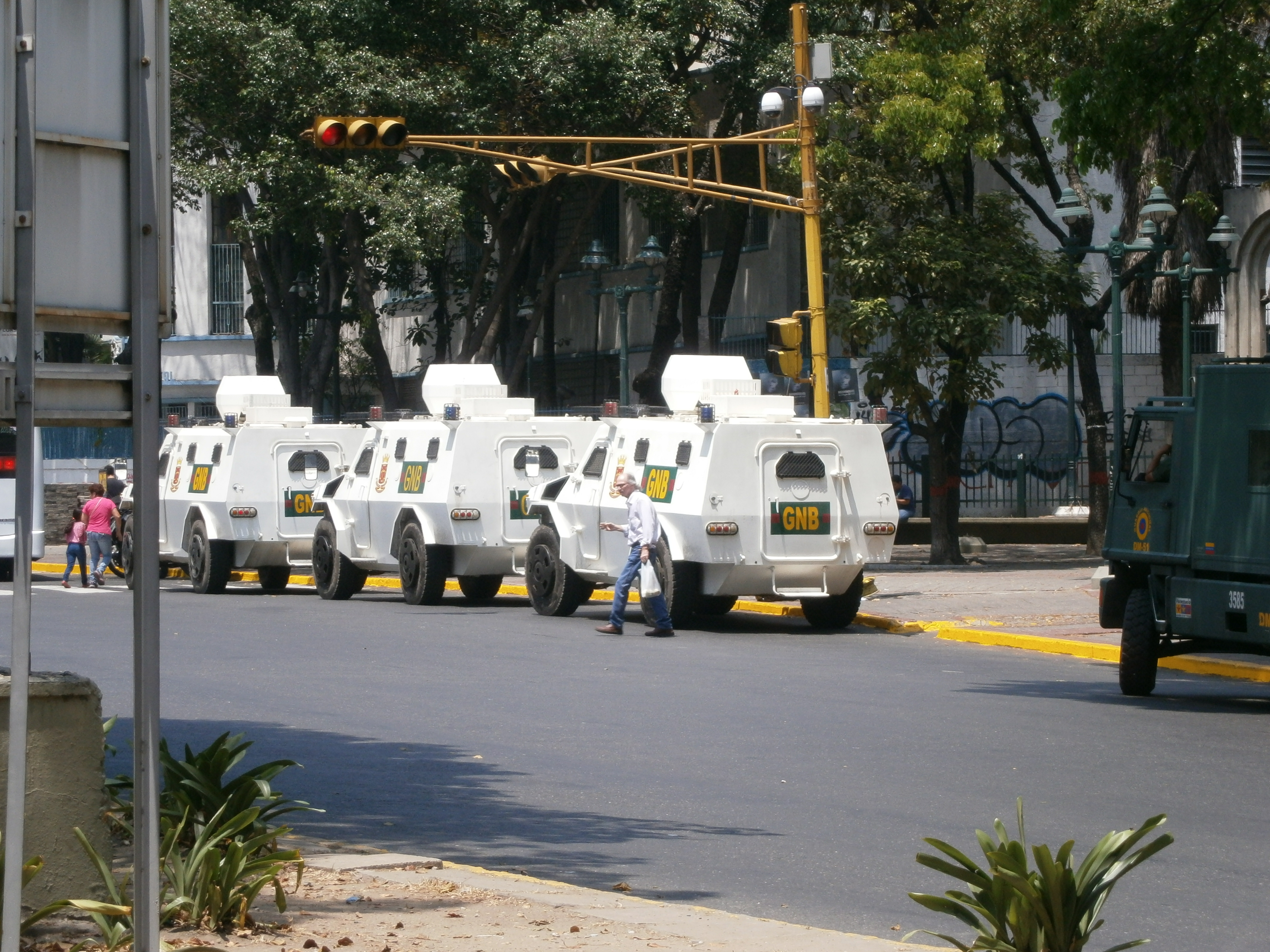
VN-4s de la Guardia Nacional Bolivariana en la calle.

A pesar de que el Artículo 68 de la Constitución Nacional garantiza el derecho a protestar y prohíbe el uso de armas para el control de manifestaciones pacíficas, el gobierno de Maduro anunció que quedaban prohibidas las manifestaciones «sin permiso» después de las acciones de violencia en el país, alegando que la legislación venezolana requiere un permiso municipal previo para cualquier manifestación pública. De igual manera, el presidente propició manifestaciones en favor del gobierno. El 17 de febrero de 2014, Francisco Ameliach, gobernador de Carabobo, anunció que las marchas de protesta no estaban permitidas en los barrios ubicados al sur de la ciudad de Valencia, por precauciones de seguridad. Advirtió desde su cuenta de Twitter que el expresidente de la Asamblea Nacional de Venezuela, Diosdado Cabello, podía ordenar a las Unidades de Batalla Chávez y Bolívar (UBCH) a que ataquen a los manifestantes diciendo, "Tengan cuidado gringos y fascistas".

### Retiro de la señal de canales internacionales
La señal de cable del canal colombiano NTN24, el canal de noticias argentino Todo Noticias y el canal estadounidense CNN en español fueron bloqueados en el país. El gobierno acusó a los canales de a los medios emitir mensajes que incitan a la violencia y al desconocimiento de las autoridades citando la Ley de Responsabilidad Social en Radio y Televisión, que prohíbe la emisión de imágenes violentas en los medios de comunicación. El presidente Maduro señaló a la agencia internacional AFP de estar a la cabeza de una manipulación mediática.

### Despliegue militar en estado Táchira
El gobierno de Maduro desplegó efectivos militares en Táchira, estado de Venezuela fronterizo con Colombia, con batallones terrestres recorriendo las ciudades y aviones militares sobrevolando ese territorio. Capriles criticó la «militarización del Táchira», el ministro Rodríguez Torres rechazó el término. Sin embargo Nicolás Maduro afirmó que estaba preparado para declarar el estado de excepción en Táchira de ser necesario.

### Detenciones de agresores de manifestantes opositores
El 15 de febrero de 2014, el presidente Maduro rechazó a todo chavista que atente contra manifestaciones opositoras, advirtió que podrían ir a la cárcel. Igualmente, el 22 de febrero de 2014 informó que funcionarios del Servicio Bolivariano de Inteligencia Nacional (SEBIN) y dos personas armadas aparentemente vinculadas al chavismo, disparando, estaban detenidas por sucesos de 12 de febrero. El 26 de febrero de 2014, el Ministerio Público informó que logró la privativa de libertad para cinco funcionarios del Servicio Bolivariano de Inteligencia Nacional (SEBIN) por la investigación de su vinculación con la muerte de Bassil Da Costa y Juan Montoya, ambos asesinados el 12 de febrero. El 28 de febrero de 2014, la fiscal general Luisa Ortega Díaz condenó la acusaciones contra el Estado venezolano sobre que no investiga las violaciones a los derechos humanos e informó que «hay 27 investigaciones abiertas» por los hechos violentos ocurridos durante las protestas.

### Conferencia Nacional por la Paz
La Conferencia Nacional por la Paz es una serie de reuniones promovidas a partir del 26 de febrero de 2014 por el gobierno venezolano donde se invita a la participación de diversos sectores de la población venezolana. Aunque líderes opositores han participado en esta iniciativa del gobierno, la Mesa de la Unidad Democrática (MUD) hasta los momentos ha decidido no participar en la Conferencia Nacional de Paz ya que la coalición no se presta para «un simulacro de diálogo». Sin embargo, Julio Borges, secretario del partido opositor Primero Justicia, aseguró que la MUD no ha participado porque no conoce la agenda de diálogo planteada por el gobierno y considera que se debe discutir sobre el desarme de grupos armados, la liberación de estudiantes detenidos, la separación de poderes, la liberación de Leopoldo López, entre otros puntos para que la MUD participara en la Conferencia Nacional por la Paz.
El 23 de febrero unos treinta soldados llegaron a la residencia del retirado brigadier general Ángel Vivas para arrestarlo por "entrenar" a manifestantes para colocar alambre de púas sobre los caminos para herir a fuerzas gubernamentales y manifestantes a favor del gobierno.[cita requerida] Vivas "se hizo conocido en 2007 cuando renunció a su cargo a la cabeza del departamento de ingeniería del Ministerio de Defensa en lugar de ordenar a sus subalternos a recitar el juramento inspirado en Cuba 'Patria, socialismo o muerte'" Vivas indicó que "cubanos y maleantes" estaban atacando su casa y momentos después apareció en el techo de su casa vistiendo un chaleco antibalas y un rifle de asalto diciendo "¡Ven por mí, Maduro!". Miembros de la Guardia Nacional hicieron una barricada al frente de la casa de Vivas pero los vecinos y sus simpatizantes defendieron a Vivas colocando una barricada de vehículos en frente de las tropas. Las tropas se retiraron sin arrestar a Vivas luego de que los ciudadanos se rehusaron a salir del lugar.
Según la reportera Berenice Gómez de Radio Caracas, las hijas de Hugo Chávez y la familia de Diosdado Cabello se han escapado del país en un avión privado para quedarse en Argentina.

## Proceso de mediación entre gobierno y oposición
El 10 de abril de 2014 se llevó a cabo la primera mesa de diálogo entre representantes de la oposición venezolana e integrantes del gobierno nacional. El encuentro tuvo lugar en el Salón Ayacucho del Palacio de Miraflores, ubicado en la capital del país. El proceso de mediación se llevó a cabo mediante la participación de la canciller Colombiana María Ángela Holguín y el canciller de Ecuador Ricardo Patiño Aroca y el canciller de Brasil Luiz Alberto Figueiredo, todos de la UNASUR (Unión de Naciones Suramericanas), también sirvió de testigo un representante de la Santa Sede a través del nuncio apostólico a petición de la oposición Venezolana.
El presidente Maduro fue acompañado por Cilia Flores, la primera combatiente; el vicepresidente Jorge Arreaza; el canciller Elías Jaua, el secretario del Movimiento Tupamaro José Tomás Pinto y el alcalde de Libertador Jorge Rodríguez, entre otros. El excandidato presidencial y gobernador de Miranda Henrique Capriles Radonski fue acompañado de diferentes representantes de la Mesa de la Unidad Democrática entre ellos Ramón Guillermo Aveledo y Henry Ramos Allup. La reunión contó con 22 oradores en total (11 de la MUD, y 11 del gobierno). Los integrantes tocaron diferentes temas durante 5 horas en cadena nacional de radio y televisión. El papa Francisco envió una carta a los integrantes de la reunión con la cual se dio inicio al diálogo.

## Disputas con Panamá y la OEA

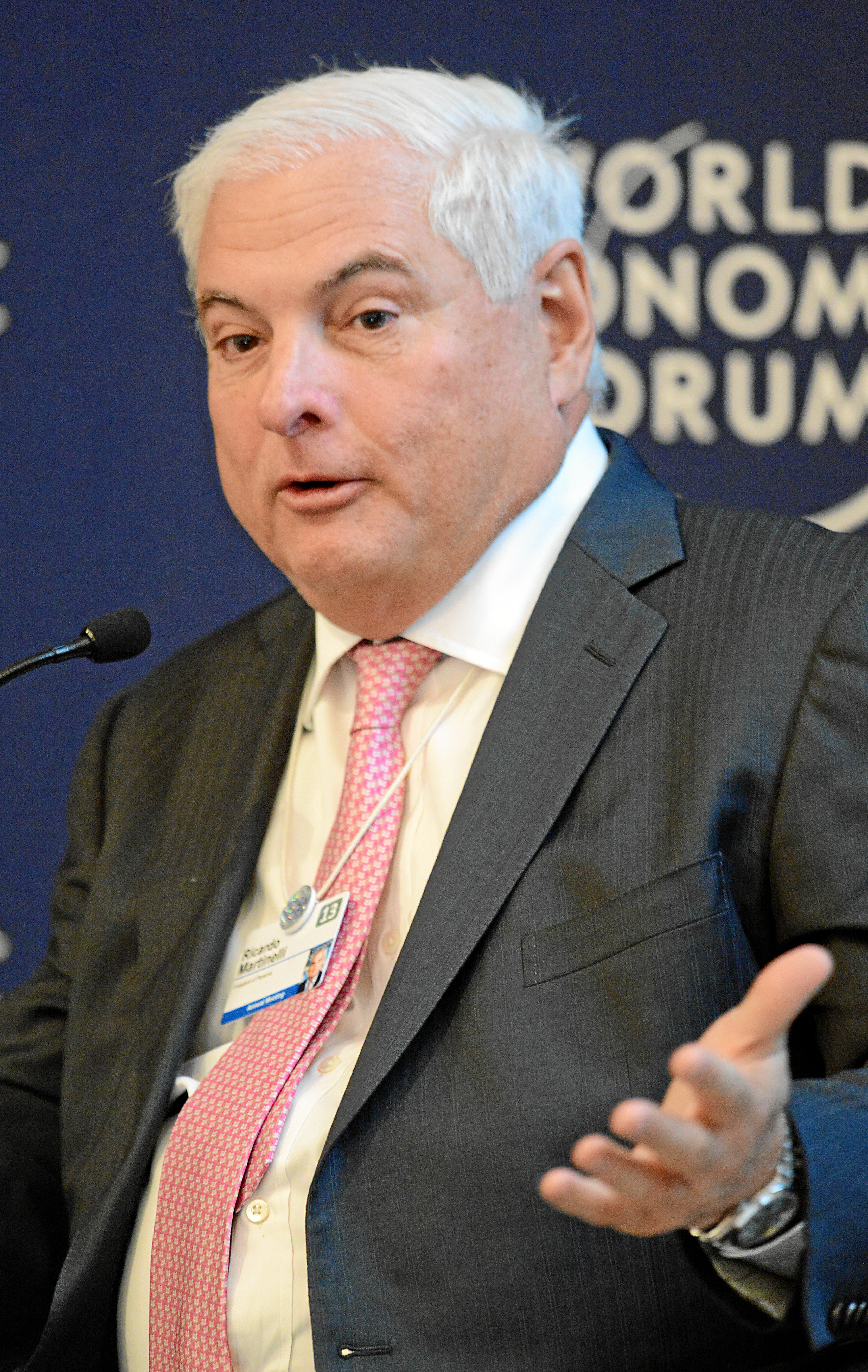
Ricardo Martinelli, presidente de Panamá. Las opiniones y acciones del gobierno panameño en la OEA desencadenaron el rompimiento de las relaciones diplomáticas y comerciales por Venezuela.

De manera paralela con el desarrollo de las protestas en Venezuela, el gobierno de Maduro tuvo una serie de disputas con el gobierno de Panamá, quien lo ha acusado de entrometerse en los asuntos internos de Venezuela, al punto del rompimiento de las relaciones diplomáticas y comerciales con Panamá, generando una crisis entre ambos países. De igual manera, Maduro también enfiló acusaciones contra la Organización de Estados Americanos (OEA), del cual Panamá convocó al Consejo Permanente, señalándolo de «moribundo» y prohibiendo la entrada al país a la organización internacional.
El 5 de marzo de 2014, el presidente Maduro anunció durante la ceremonia de aniversario de la muerte de Hugo Chávez el rompimiento de relaciones diplomáticas y comerciales con Panamá y acusó al presidente panameño Ricardo Martinelli de «lacayo rastrero». Ante estas declaraciones de Maduro, Martinelli escribió en su cuenta en Twitter que «sorprende decisión del gobierno de Venezuela. Panamá solo anhela que ese hermano país encuentre la paz y fortalezca su democracia». El gobierno panameño emitió un comunicado oficial señalando de «inaceptables las ofensas proferidas» por el presidente Maduro y que el lenguaje soez es impropio. También señaló el comunicado que las medidas del gobierno venezolano «no deben constituirse una cortina de humo que pretende negar su propia realidad».
Mientras que en el Consejo Permanente de la OEA, se reunió en una sesión a puertas cerradas por dos días el 6 y 7 de marzo sobre la situación en Venezuela a pedido de Panamá, dando como resultado por amplia mayoría la continuación del proceso de diálogo nacional propuesto por el gobierno venezolano y descartando una reunión entre cancilleres (propuesto por Panamá) y hacer informes periódicos al Consejo Permanente sobre la situación de Venezuela (propuesto por Perú). En la declaración final, aprobado por 29 países y con el rechazo de Canadá, Estados Unidos y Panamá, expresó las condolencias por las víctimas de las protestas, pidió el avance en las investigaciones, llamó al rechazo de la violencia y a hacer respetar los derechos humanos; y además pidió el «respeto al principio de no intervención en los asuntos internos de los Estados».
El embajador de Panamá en la OEA, Arturo Vallarino, declaró que cedería la silla de Panamá a la diputada María Corina Machado y a una delegación de estudiantes (Carlos Vargas) y sindicalistas (Iván Freites) en la próxima reunión ordinaria de la OEA que se realizaría el 21 de marzo, y que Panamá insistiría en la defensa de derechos humanos en Venezuela.
Sin embargo, durante la reunión ordinaria de la OEA, se decidió primero sesionar a puerta cerrada y luego se canceló la sesión con la aprobación de la mayoría de los países, dejando a la diputada María Corina sin poder exponer en dicho evento.
Posteriormente, el presidente de la Asamblea Nacional de Venezuela Diosdado Cabello argumentó que Corina Machado se había "autodespojado" de la investidura de diputada al aceptar la "representación alterna" de Panamá en la reunión de la OEA, hecho que fue ratificado por la Asamblea Nacional y el Tribunal Supremo de Justicia de Venezuela el 1 de abril.
Martinelli respondió con dureza ante la destitución, acusando a Maduro de no respetar "las libertades democráticas y ciudadanas" y dijo que la situación en Venezuela es "caótica y catastrófica".
Paralelamente al rompimiento de las relaciones diplomáticas, el presidente Nicolás Maduro ha mencionado de manera insistente la figura del fallecido militar panameño Omar Torrijos Herrera, bautizando con el nombre del militar a un edificio popular en el oeste de Caracas, un día después de la ruptura; llamando a Torrijos como un «general bolivariano».
Estas acciones provocaron una dura reacción del gobierno panameño el 16 de marzo, quien acusó a Maduro de interferir el proceso electoral panameño de mayo de 2014, en donde el opositor Partido Revolucionario Democrático (PRD), fundado por Omar Torrijos, disputó la silla presidencial con el gobernante Cambio Democrático del presidente Martinelli. En un comunicado oficial, el gobierno panameño acusó a Maduro de tener preferencias al PRD por los elogios a Torrijos y exigió no interferir el proceso electoral local.
La crisis tomaría un giro rumbo a la normalización en la noche del 4 de mayo, luego de finalizadas las elecciones presidenciales en Panamá, en donde fue escogido el vicepresidente y candidato opositor del Partido Panameñista, Juan Carlos Varela, como presidente electo, venciendo al candidato de gobierno José Domingo Arias. Según la cancillería venezolana, el presidente Nicolás Maduro llamó vía telefónica a Varela para felicitarlo por la victoria, e indicó que ambos se comprometerían en acelerar la normalización y el relanzamiento de las relaciones diplomáticas y comerciales entre Panamá y Venezuela.
El 19 de mayo se anunció el intercambio de las notas diplomáticas y del restablecimiento de las relaciones a nivel consular, confirmado por el canciller panameño Francisco Álvarez de Soto y que la acción de relanzar las relaciones fue propuesta por el gobierno venezolano. El 27 de mayo se reabrió el consulado venezolano en Panamá y se reinició el proceso de entrega de pasaportes.

## Cobertura en los medios

### Prensa local
La Asociación Inter Americana de Prensa protestó en contra de la "censura oficial" de los medios por parte del gobierno de Venezuela, la cual incluía el bloqueo del internet, la suspensión de canales, la revocación de credenciales de prensa para la prensa internacional, la hostigación de reporteros y la limitación de recursos para los periódicos.
La Asociación de Corresponsales de Prensa Extranjera en Venezuela también acusó al gobierno de agresiones, malos tratos, hostigamiento, amenazas y robos a reporteros.
El Sindicato Nacional de Trabajadores de Prensa (SNTP) de Venezuela ha dicho que ha habido por lo menos 181 ataques contra los periodistas y que se han contabilizado «82 casos de hostigamiento, 40 de agresiones físicas, 35 de robos o destrucción del material de trabajo, 23 detenciones y un herido de bala» y que por lo menos 20 de esos ataques fueron realizados por colectivos.
En respuesta a la escasez de papel para periódico y el cierre de 13 periódicos venezolanos, la organización de periódicos colombiana Andiarios envió una caravana de camiones con 52 toneladas de recursos para el El Nacional, El Impulso y El Nuevo País como parte del movimiento "Todos somos Venezuela, sin libertad de prensa no hay democracia" para defender la "libertad de prensa y el derecho a la información".
Organizaciones de periódicos en Puerto Rico, Panamá y Trinidad y Tobago también han enviado papel periódico a Venezuela para ayudar a aliviar la escasez de este material causada por las restricciones de precios fijadas por el gobierno venezolano.
La cobertura de la prensa en Venezuela se ha visto limitada por el gobierno; "estaciones de televisión de la oposición como RCTV y Globovisión vieron revocadas sus licencias y se vieron obligadas a sufrir cambios de propietarios, respectivamente". Según la oposición, el gobierno cuenta con una "estructura de estaciones de radios, televisiones y periódicos para tener una hegemonía comunicacional con fondos públicos provenientes del petróleo" y no provee información confiable del Banco Central sobre la economía o estadísticas sobre el crimen a los periodistas.
Un grupo de artistas venezolanos se unieron a un grupo llamado "Eco" para pronunciarse en contra de las violaciones a los derechos y los crímenes que han sucedido en Venezuela durante las protestas.
El 15 de marzo, el presidente de la Asamblea Nacional Diosdado Cabello anunció la creación de una Comisión de la Verdad, cuya creación fue ordenada por el presidente para poder mostrar videos e imágenes «en donde está el fascismo».

### Ataques contra reporteros
La Asociación de Corresponsales de Prensa Extranjera en Venezuela ha acusado al gobierno de atacar a reporteros. El Sindicato Nacional de Trabajadores de Prensa (SNTP) indicó que en los primeros meses de las protestas se habían registrado 205 ataques contra 152 periodistas. Según El Nacional, el SEBIN ya había allanado las oficinas de reporteros y activistas de los derechos humanos en varias ocasiones. También se ha indicado que en ocasiones el SEBIN intimida a reporteros siguiéndolos en vehículos sin registro, y miembros de la agencia "observan sus hogares y oficinas, lugares públicos como panaderías y restaurantes, y les envían mensajes de texto a sus celulares". El 22 de abril, reporteros de La Patilla que estaban cubriendo los eventos en Santa Fe fueron retenidos por la Guardia Nacional. El equipo de reporteros fue acusado de ser "periodistas falsos", tuvieron que mostrar sus identficaciones a la Guardia Nacional y se le tomaron sus fotografías. Más tarde fueron liberados sin más complicaciones. En otro incidente, un fotógrafo de La Patilla fue atacado por la Policía Nacional, la cual trató de arrebatarle su cámara y golpearlo en la cabeza con la culata de una escopeta mientras cubría las protestas en Las Mercedes. Una semana después de haber sido atacado en Las Mercedes, el mismo periodista de La Patilla fue atacado nuevamente por la Policía Nacional, quien trató de quitarle su cámara mientras cubría las protestas en el barrio de Las Minitas en Baruta. Mientras cubrían las protestas el 14 de mayo, un grupo de reporteros dijo que fue atacado por la Guardia Nacional diciendo que les dispararon y que la Guardia Nacional trató de arrestar a uno de ellos. El 27 de mayo, un reportero de La Patilla fue atacado por tercera vez mientras cubría los incidentes en Táchira cuando recibió disparos de la Guardia Nacional. Dos reporteros resultaron heridos el 5 de junio luego de recibir un disparo de perdigones desde un vehículo de la Guardia Nacional. El incidente fue reportado al Coronel Rafael Quero de la Guardia Nacional, pero él negó que los hechos hayan sucedido.

#### Renuncias
Hubo 34 renuncias y 17 despidos de periodistas durante las protestas. La jefa de los periodistas de investigación de Últimas Noticias renunció luego de que se le dijera que no publique una historia sobre las "guarimbas" y luego de que el gerente tratara de obligarla a decir que las "guarimbas" habían sido financiadas, que no eran los manifestantes y que concluyera su historia condenándolas. Mientras estaba en el aire, Reimy Chávez, un conductor de noticias de Globovision, también renunció y fue escoltado fuera del edificio por guardias de seguridad. Un camarógrafo que había renunciado de Globovisión compartió imágenes que habían sido censuradas por la agencia de noticias en las que se mostraban a las tropas de la Guardia Nacional y los colectivos trabajando juntos durante las protestas. Un periodista de Globovision, Carlos Arturo Albino, renunció diciendo que era porque «Me voy porque no quiero ser cómplice del silencio. No me formé para callar».

### Prensa extranjera
El Centro Robert F. Kennedy para la Justicia y los Derechos Humanos dijo que, "Documentar las protestas ha sido un desafío para miembros de la prensa y ONG's ya que el gobierno ha coartado el flujo de la información" y que los "Periodistas han sido amenazados y arrestados, y sus equipos han sido confiscados o sus materiales han sido borrados de los mismos". Equipo perteneciente a CNN fue "robado a mano armada" y posiblemente destruido por fuerzas gubernamentales.
Aquellos que reportan sobre las manifestaciones se siente amenazados por el presidente Maduro, quien ha creado un "clima cada vez más asfixiante" para ellos.
Las estaciones de televisión en Venezuela apenas han mostrado una cobertura en vivo de las manifestaciones y ha causado que muchos televidentes comiencen a ver CNN.
El presidente Maduro amenazó con expulsar a CNN de Venezuela diciendo, «Yo le pedí a a la ministra de Comunicación, Delcy Rodríguez, que notifique a CNN que ha empezado el proceso administrativo para sacarlos de Venezuela si no rectifican. Se va CNN de Venezuela. Ya basta de propaganda de guerra». El 21 de febrero, el gobierno quitó las credenciales de prensa de siete periodistas de CNN, a lo que CNN respondió diciendo: «CNN ha reportado sobre los dos lados de esta tensa situación en Venezuela, incluso con el limitado acceso a los funcionarios del gobierno... Esperamos que el gobierno reconsidere su decisión. Mientras tanto, seguiremos informando desde Venezuela en forma justa, precisa y balanceada que nos caracteriza».

### Censura

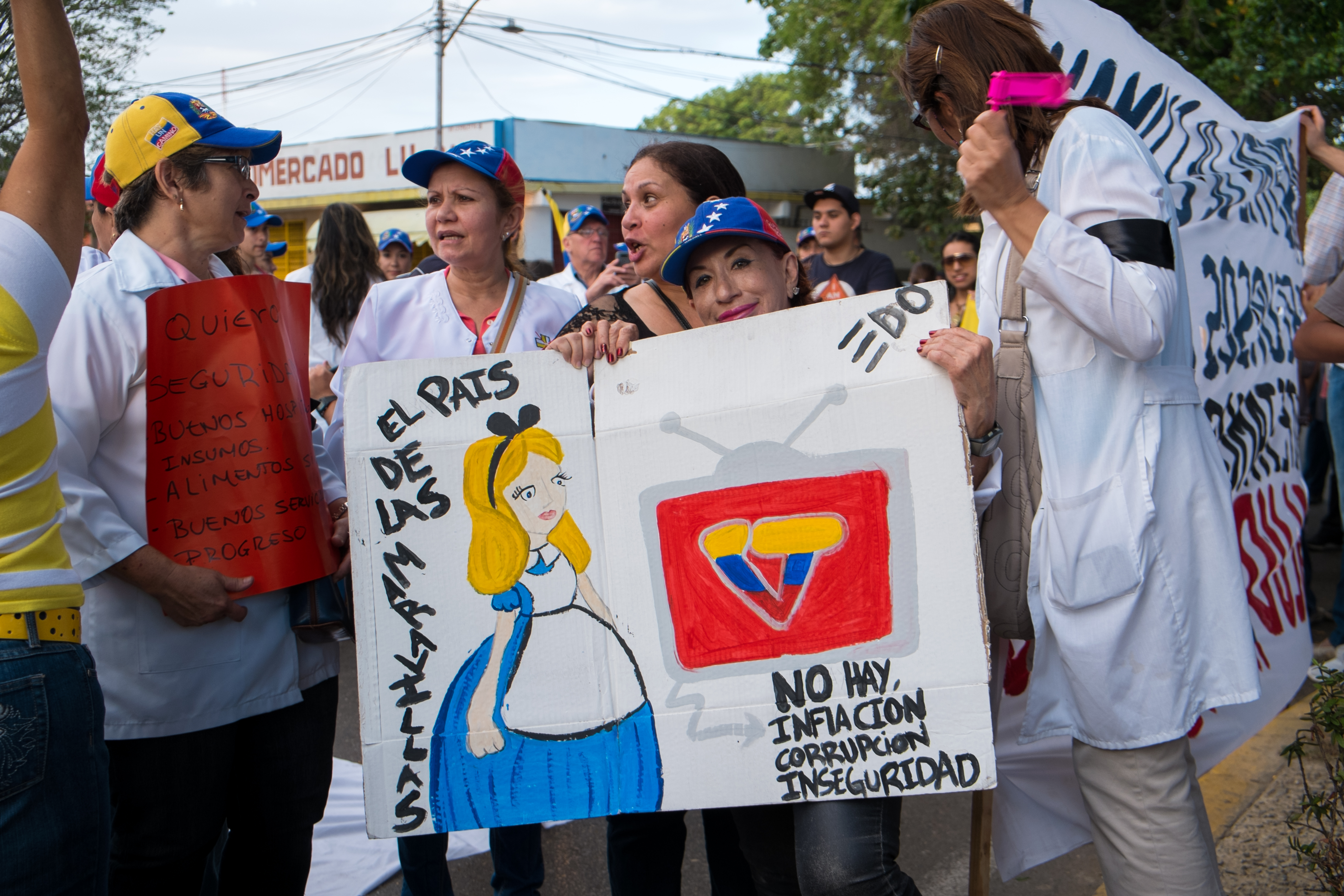
Manifestante con un letrero en contra de la censura del gobierno a la prensa venezolana.

El secretario general de Reporteros Sin Fronteras escribió una carta al presidente Maduro en la que condenó la censura por parte del gobierno y respondió a Delcy Rodríguez, quien negó los ataques contra los periodistas, diciendo, «Le puedo asegurar que los casos documentados por Reporteros Sin Fronteras y otras ONG como Espacio Público, IPYS Venezuela y Human Rights Watch no fueron imaginarios». Según el periódico español El País, la Comisión Nacional de Telecomunicaciones de Venezuela (Conatel) advirtió a los proveedores de servicios de internet en Venezuela que, «deberán cumplir sin dilaciones con la orden de bloquear las páginas web con contenido contrario a los intereses del gobierno» para prevenir la «desestabilización y zozobra». El País también afirmó que era posible que se automatizara el control de DirecTV, CANTV, Movistar y se regulase el ingreso a YouTube y Twitter.</ref>

#### Censura del internet
Durante tres días, entre el 12 y el 15 de febrero, usuarios de Twitter reportaron imágenes en Twitter bloqueadas por el gobierno. Nu Wexler, vocero de Twitter, indicó que, «Puedo confirmar que las imágenes están siendo bloqueadas en Twitter en Venezuela» añadiendo que «creemos que el gobierno las está bloqueando».
Hubo reportes de que el acceso a Internet había sido cortado en San Cristóbal, Táchira para un medio millón de habitantes por un bloqueo de servicio presuntamente por parte del gobierno. Esto ocurrió después de que el presidente Maduro amenazó a Táchira que iría «con todo» y que los ciudadanos «estarían sorprendidos». El internet se restableció un día y medio después.

#### Censura en los medios oficiales
Durante el discurso de María Corina Machado en la Asamblea Nacional, el micrófono le fue cortado mientras presentaba a aquellos que habían muerto durante las manifestaciones y mientras criticaba a Luisa Ortega Díaz diciendo, «Escuché el testimonio de Juan Manuel Carrasco que fue violado y torturado y el fiscal general de este país tiene la condición inhumana de negarlo e incluso burlarse».

#### Censura de la prensa local
Una amenaza que una periodista recibió en forma de una nota dejada sobre su vehículo por parte de un miembro de los Tupamaros titulaba "Operación Defensa de la Revolución Socialista, Anti-imperialista, Chavista y Madurista" y decía que sus acciones promovían "actuaciones desestabilizadoras de los grupos fascistas y apátridas que pretenden derrocar al gobierno legítimo del presidente Nicolás Maduro, seguramente financiadas y pagadas por la derecha escuálida y burgués que tienen incendiado al país". Le dieron un ultimátum a la periodista diciendo que sabían quien era ella y su familia diciéndole que "pare inmediatamente" o sufriría las consecuencias necesarias para "hacer cumplir la Constitución y mantener vivo el legado de nuestro comandante supremo y eterno Hugo Chávez Frías".
Un camarógrafo que renunció de Globovisión compartió imágenes que fueron censuradas por la agencia de noticias en las que se mostraban a miembros de la Guardia Nacional trabajando junto con los colectivos durante las protestas.

#### Censura de la prensa extranjera
El canal colombiano NTN24 fue retirado del aire por CONATEL (la agencia gubernamental venezolana encargada de la regulación, supervisión y control de las telecomunicaciones) por "promover la violencia". El presidente Maduro también acusó a la Agence France-Presse (AFP) de manipular la información sobre las protestas. Fuerzas de seguridad del gobierno decomisaron y posiblemente destruyeron equipos del personal de CNN que estaba cubriendo las protestas. El 25 de febrero, el presidente Maduro propuso retirar a CNN de los servicios de cable y reemplazarlo con TV Zum, un «canal juvenil venezolano», diciendo sobre CNN que, «Como hay un proceso contra las prácticas ilegales de auspiciar la violencia y el terrorismo de CNN… Sustituyes un canal de violencia terrorista que quiere, mintiendo sobre Venezuela, traerle la guerra civil y justificar la intervención extranjera y más bien le damos al mundo una televisora de paz como Tv Zum».

### Redes sociales
Las redes sociales han sido un medio importante para la propagación de noticias sobre lo que sucede en las calles, que en muchos casos contradice en gran parte la versión oficial del gobierno; la mayoría de las historias deben ser compiladas de vídeos de celulares y sitios web pequeños. La popularidad de las redes sociales en Venezuela se debe en gran medida a la falta de confianza, la propaganda de los medios del gobierno y la autocensura que los medios privados llevan a cabo. Según Mashable, Twitter es muy popular en Venezuela y según una figura de la oposición, "Venezuela es una dictadura, y el único medio libre es Twitter," Los manifestantes utilizan Twitter ya que los "medios tradicionales" no han podido cubrir las protestas y para que "la comunidad internacional pueda darse cuenta de lo que está sucediendo y nos ayude a difundir la palabra en todas las esquinas", no obstante, el gobierno ha sido acusado de utilizar Twitter como una herramienta de propaganda, siendo señalado de que «compró seguidores, creó cuentas falsas para incrementar los hashtags pro-gobierno, y contrató a un grupo de usuarios para acosar a sus críticos» y asegurar que los manifestantes eran "fascistas" que estaban tratando de llevar a cabo un "golpe de estado".

### Información falsa
"Las redes sociales se han convertido en una especie de prensa alternativa", indica Tarek Yorde, un analista político con sede en Caracas. "«Pero ambos bandos, el gobierno y la oposición, las utilizan para publicar información falsa». Algunas fotografías, en muchos casos fotografías antiguas de protestas en varios países alrededor del mundo, entre ellos Siria, Chile, Singapur, han sido publicadas y circuladas a través de las redes sociales por parte de la oposición para fomentar la disensión. En una entrevista con The Nation, el escritor venezolano y miembro del Consejo de Estado Venezolano, Luis Britto García, hizo referencia a dichas fotografías como evidencia de una campaña de la oposición para hacer ver a las protestas como masivas, algo que, según él, no era cierto. Pablo Casado Blanco compartió en Twitter una imagen de una protesta haciendo alusión a las protestas de 2016. Al final la foto resultó ser de unas protestas en la República Democrática del Congo realizadas en 2015 y no en Venezuela; Casado terminó eliminando la foto compartida. El uso de información falsa también ha sido atribuido al gobierno, como fue el caso del presidente de la Asamblea Nacional, Diosdado Cabello, quien compartió una foto en un programa de VTV en el que mostraba una supuesta colección de armas en la casa de Ángel Vivas, cuando en realidad era una foto tomada en un sitio web de armas de airsoft. El ministro de Turismo, Andrés Izarra, también utilizó imágenes antiguas de ferries llenos de personas de agosto de 2013 para indicar que la vida había vuelto a la normalidad en Venezuela y una masiva movilización de ferries estaba en camino a la isla Margarita. Los manifestantes estudiantiles pusieron en duda la declaración, diciendo que no había celebraciones de carnaval en la isla y que "aquí no hay nada que celebrar; Venezuela está en duelo". El presidente Maduro mostró un video,  editado  para acusar al alcalde de Chacao, Ramón Muchacho, de promover las barricadas.

## Cronología

Estudiantes en huelga de hambre apostados a las afueras de la sede de la ONU en Caracas, esperando pronunciamiento de la ONU en contra del gobierno del presidente Maduro. Posteriormente la Guardia Nacional Bolivariana detuvo «al menos 90 estudiantes»; mientras que varios fotógrafos fueron agredidos físicamente.